# Carne

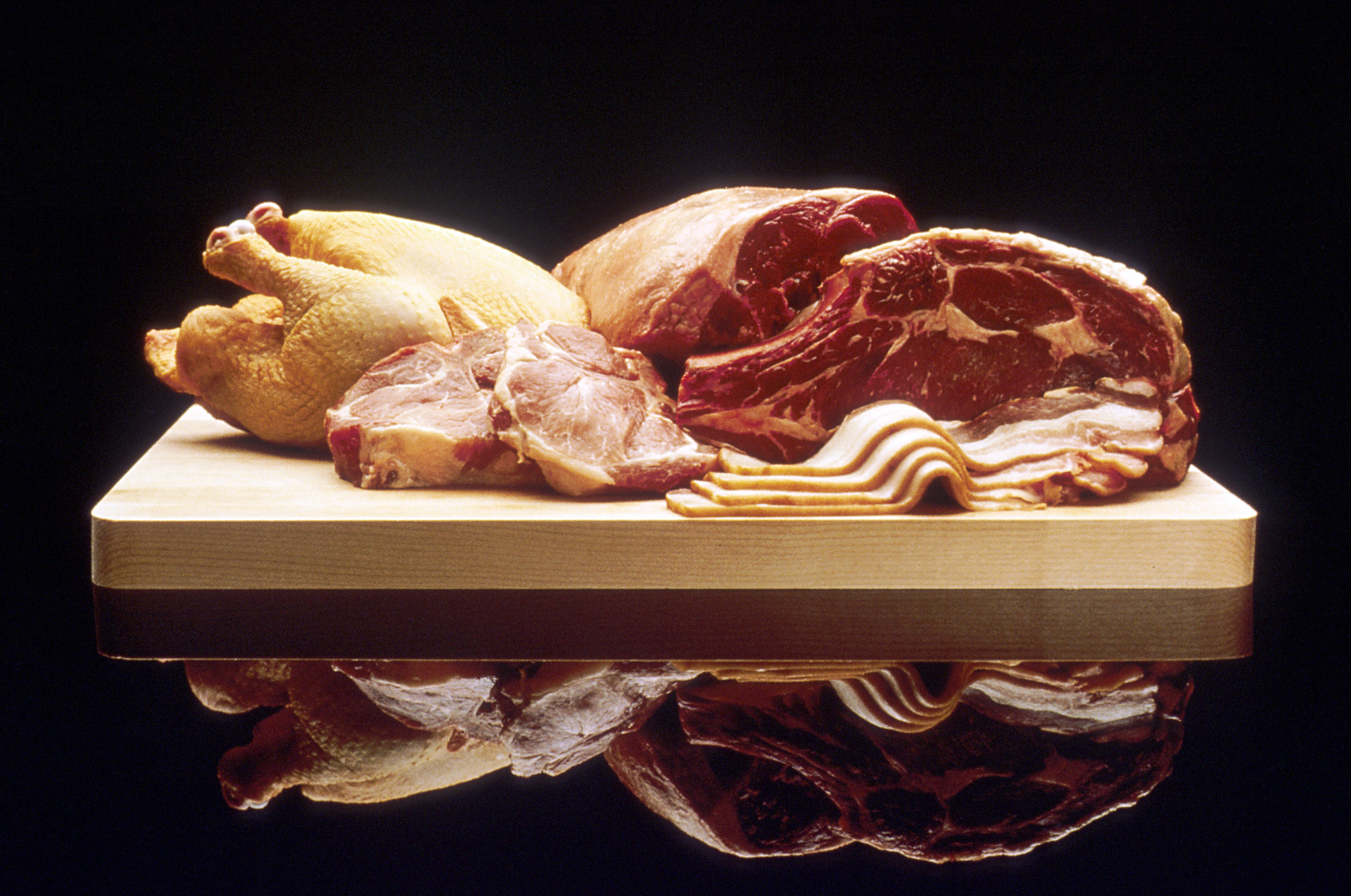
Mezcla de diversas clases de carne: bovina, porcina y de pollo.

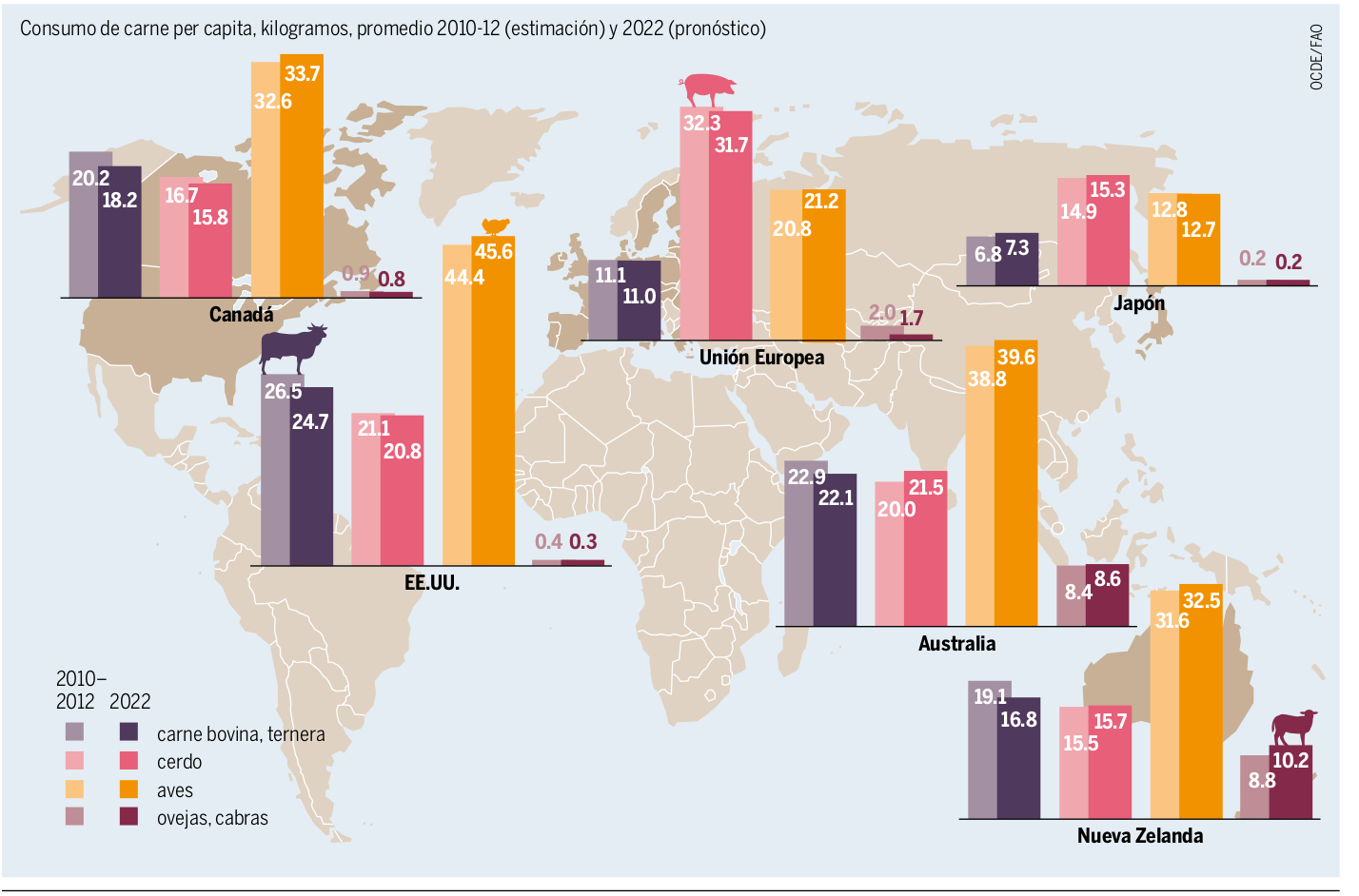
La demanda de carne del mundo desarrollado está no satisfecha.

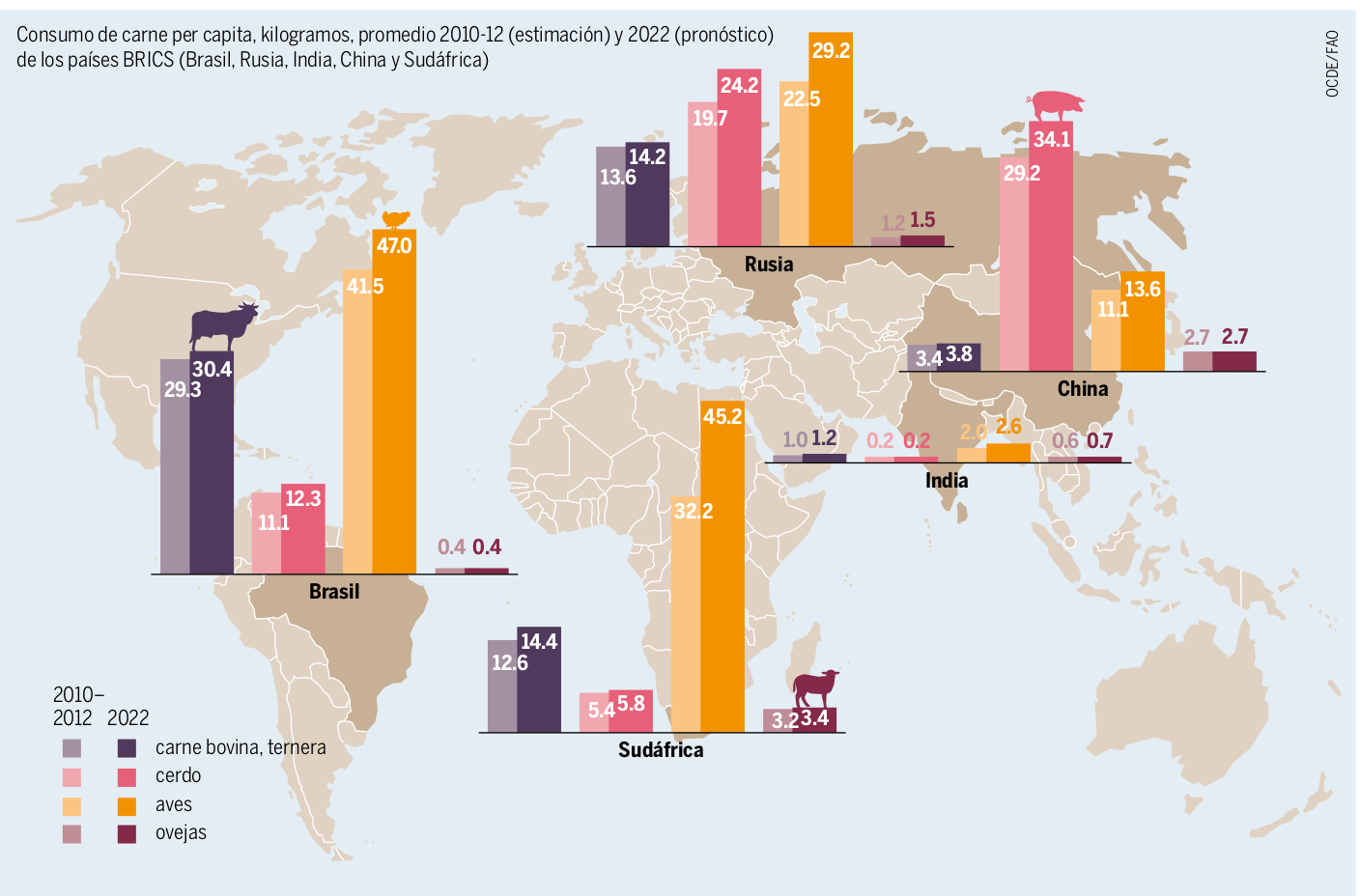
La demanda del mundo en desarrollo aumenta notablemente.

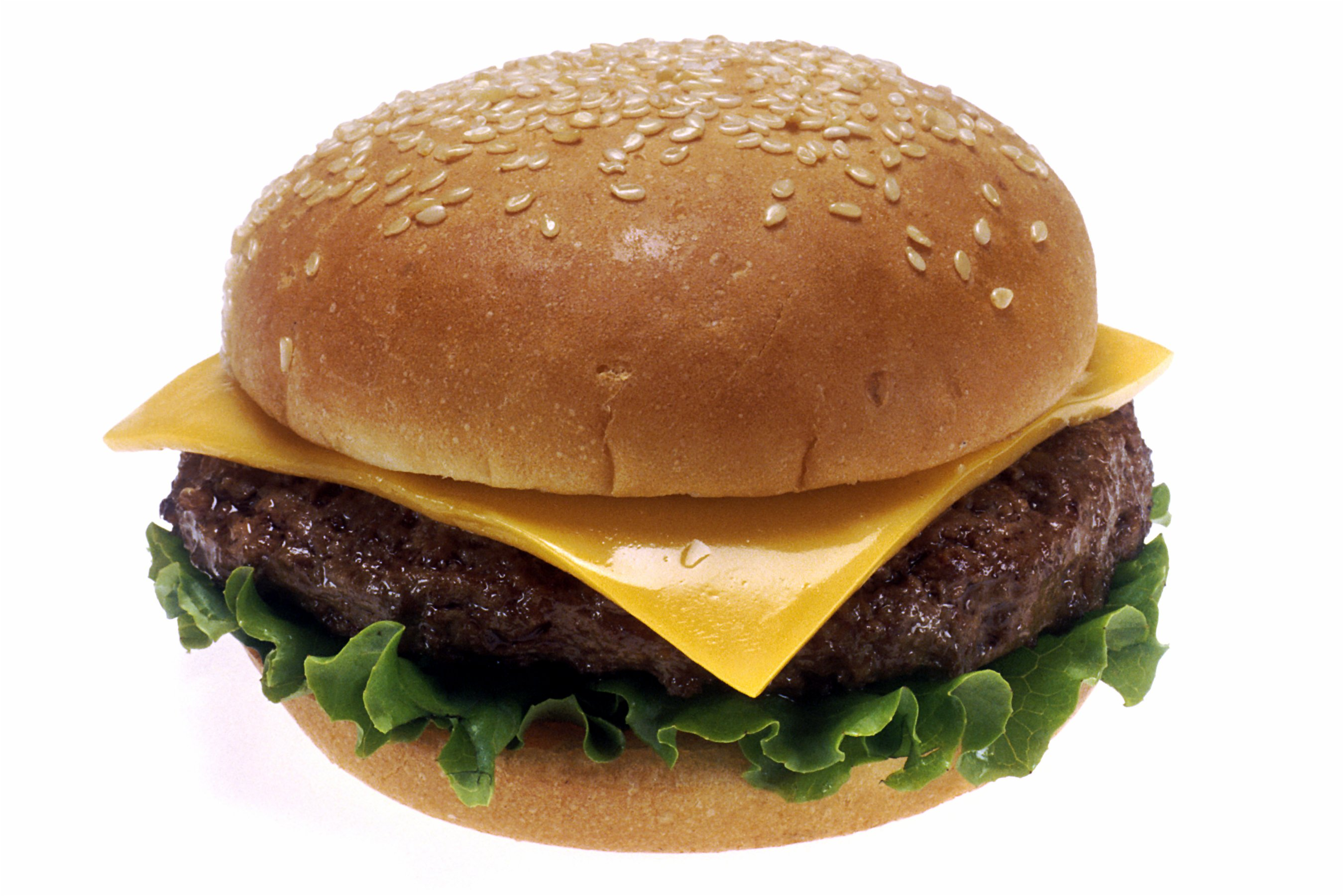
Una hamburguesa de carne roja.

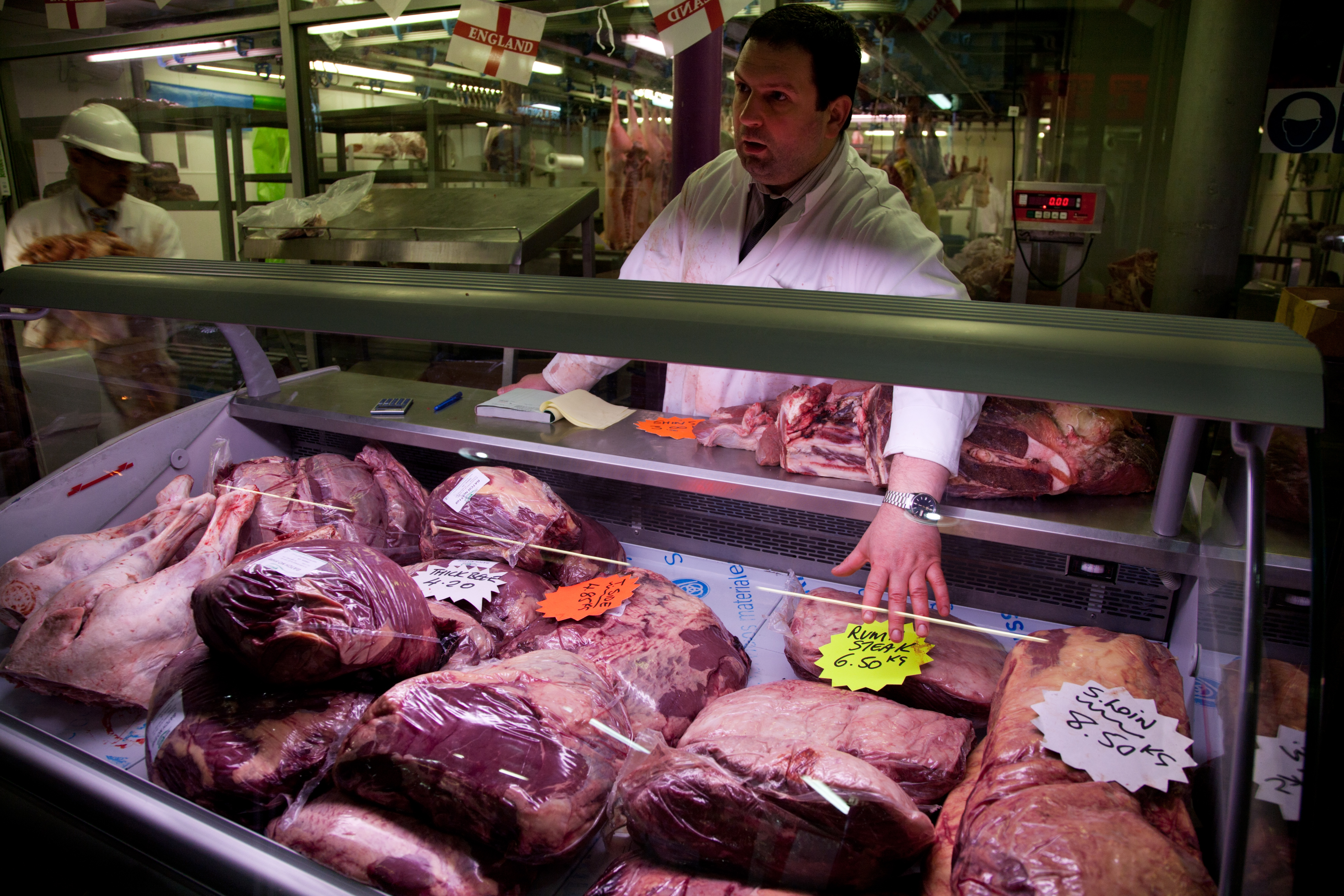
Venta de carne en un mercado londinense.

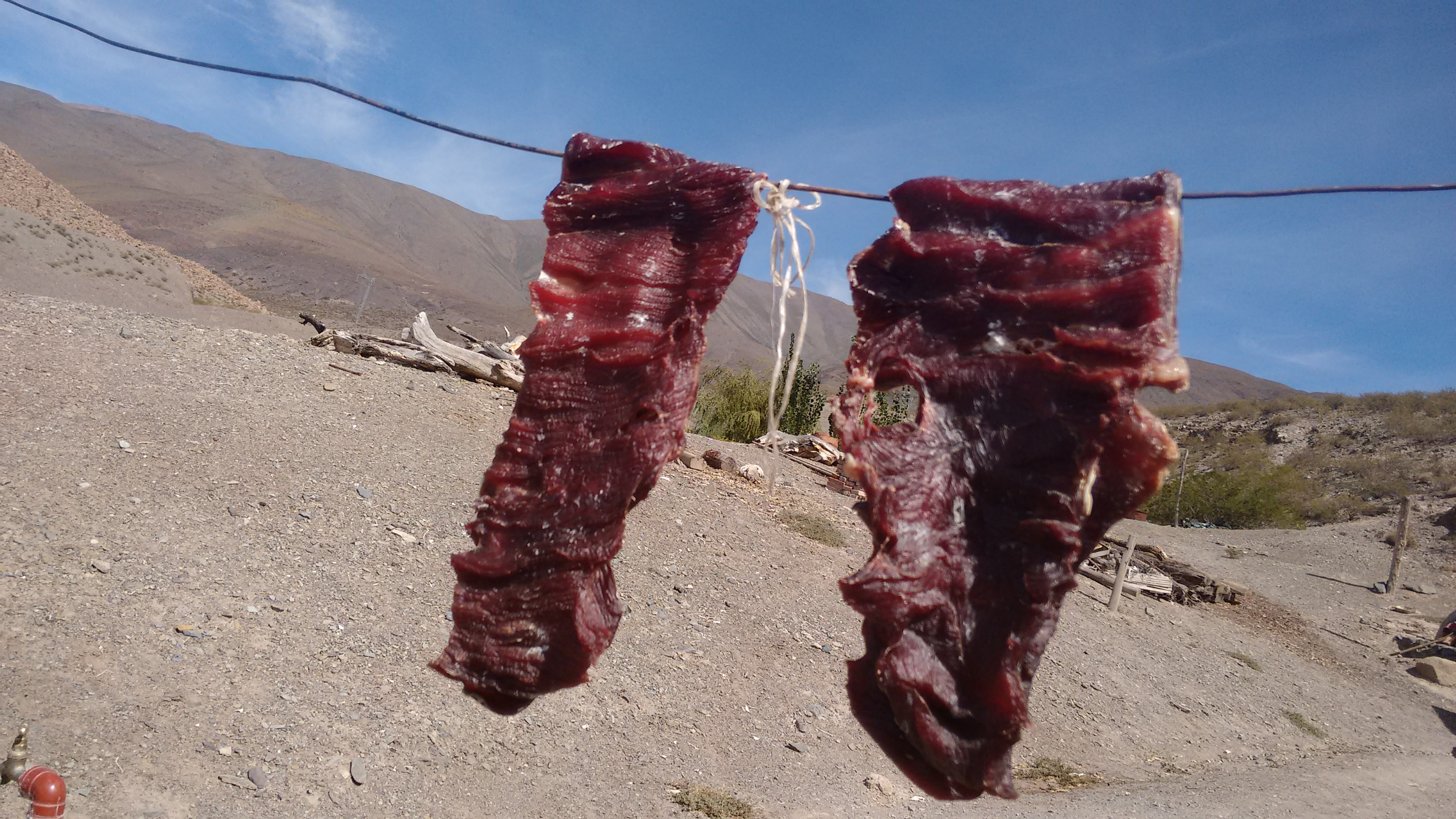
Charqui de carne de cordero en la Quebrada del Toro, Salta, Argentina.

La carne es el tejido animal, principalmente muscular, que se consume como alimento por parte de algunos seres vivos. Se trata de una clasificación coloquial y comercial que solo se aplica a animales terrestres —normalmente vertebrados: mamíferos, aves y reptiles—, pues, a pesar de que podría aplicarse a los animales marinos, estos entran en otra categoría, la de pescado, especialmente los peces —los crustáceos, moluscos y otros grupos suelen recibir el nombre de marisco—. Más allá de su clasificación biológica, otros animales, como los mamíferos marinos, se han considerado a veces carne y a veces pescado. En algunas regiones, la carne humana también puede adquirir esta denominación.
Desde el punto de vista nutricional, la carne es una fuente habitual de proteínas, grasas y minerales en la dieta humana. De todos los alimentos que se obtienen de los animales y plantas, la carne es el que mayores valoraciones y apreciaciones alcanza en los mercados y, paradójicamente, también es uno de los alimentos más evitados y que más polémicas suscita. Los animales que se alimentan exclusivamente de carne se llaman carnívoros, mientras que aquellos que se alimentan solamente de plantas, herbívoros. Las plantas que se alimentan de insectos y otros animales se llaman igualmente carnívoras (a pesar de su entomofagia). Los que comen carne de presas matadas por ellos mismos se denominan depredadores y los que la obtienen de animales ya muertos se llaman carroñeros.
La mayor parte de la carne de consumo para los seres humanos proviene de los mamíferos, habitualmente conocida como «carne roja». Pero usamos como alimento solo algunas de las tres mil especies animales que existen. Se consume sobre todo carne de animales ungulados, domesticados para proveer alimento. Las especies de abasto básicas para el consumo son el ganado ovino, bovino, porcino y las aves de corral, mientras que las especies complementarias son el ganado caprino, equino y la caza (mayor y menor). La industria cárnica es la industria de alimentación que mayor volumen de ventas mueve. El consumo de carne está creciendo de forma generalizada en consonancia con el incremento de la población humana mundial, siendo los países en vías de desarrollo los que poseen un mayor ratio de crecimiento. Sin embargo, en países desarrollados como Alemania y Suecia el consumo de carne por cápita anual ha disminuido en los últimos años. Esta disminución esta asociada a una mayor consciencia de los efectos negativos de la carne en cuanto al medio ambiente, salud y condiciones en la que los animales se encuentran.

## Historia

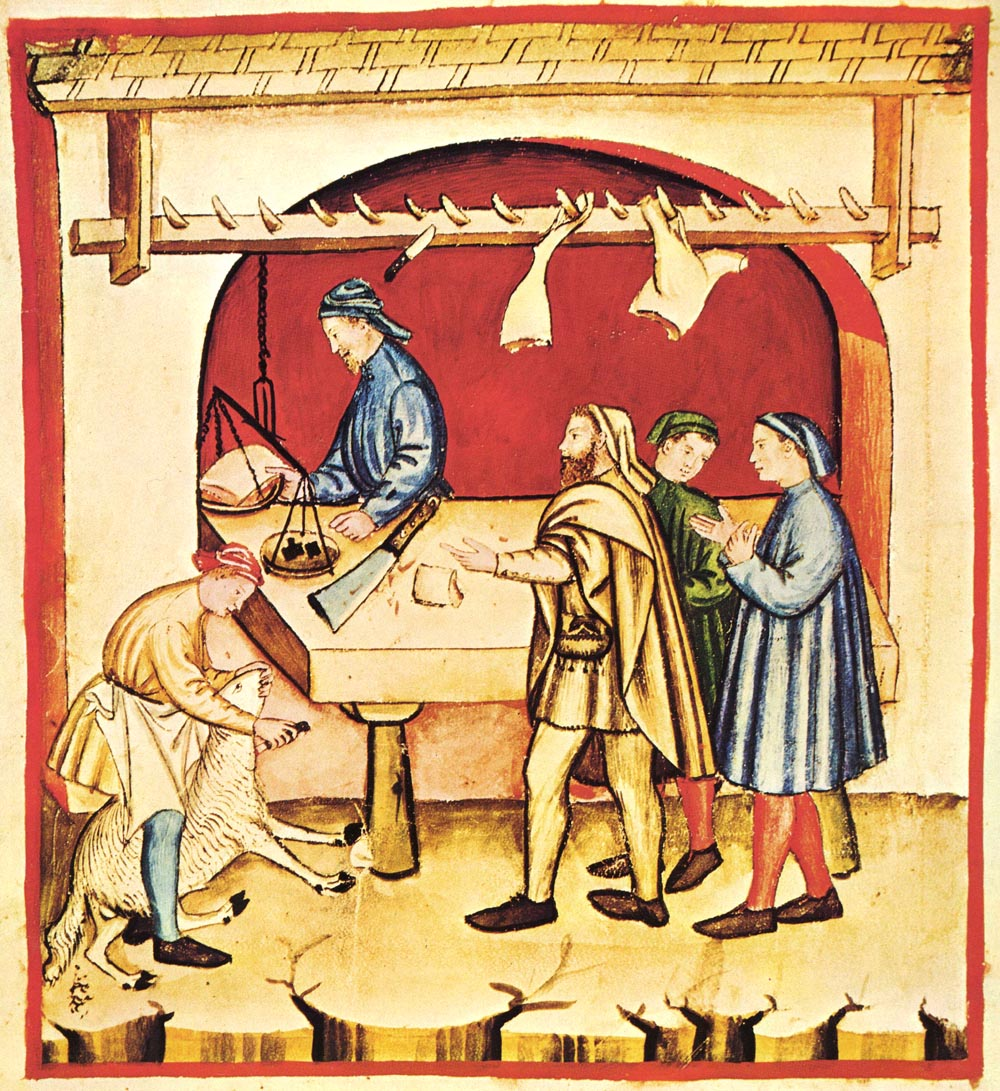
La profesión de carnicero era de mucho prestigio durante la Edad Media.

Para los seres humanos es común la alimentación a base de carne en la dieta, así como para otras especies animales, e inclusive para unas pocas especies vegetales. La alimentación de los primeros homínidos (Australopitecus y Homo habilis) es objeto de estudio y debate, aunque parece que la carne de pequeños animales o proveniente del carroñeo formaría parte de su dieta, como ocurre con algunos monos antropomorfos (chimpancés). El dominio del fuego, uno de los rasgos principales del proceso de hominización se suele explicar en relación con la transformación culinaria de los alimentos, especialmente de la carne. Algunas de las especulaciones antropológicas más famosas tienen este tema en particular (Lo crudo y lo cocido, de Claude Lévi-Strauss). El Homo neanderthalensis y los primeros representantes de la especie humana Homo sapiens, como el hombre de Cro-Magnon, sometidos a las coyunturas climáticas de las glaciaciones en Europa y Asia, tuvieron necesariamente un comportamiento depredador y una elevada proporción de carne en su dieta.
La revolución neolítica hizo que la dieta de las comunidades agrícolas se hiciera más dependiente de las especies vegetales, mientras que la dieta carnívora dejó de depender de la caza y pasó a hacerlo de la domesticación de ciertos animales (como Bos primigenius hace siete mil años en Macedonia, Creta y Anatolia) y a las labores de ganadería de las sociedades pastoriles. La carne y su consumo se solía limitar a ocasiones especiales, festivas, y fue muy frecuentemente asociado por las culturas antiguas a distintas formas de ritual religioso, como la hecatombe griega (gran sacrificio de cien bueyes, del griego ἑκατόν, hekatón, ‘cien’ y βοῦς, boũs, ‘buey’), la Pascua judía, o la matanza del cerdo practicada en muchas sociedades. Durante la época del Imperio romano se consumía frecuentemente la carne de cerdo domesticado, oveja y cabra, originaria fundamentalmente de las actividades de pastoreo. La evolución cultural de distintos modelos de consumo de carne y de especies consideradas consumibles, prohibidas (alimentos tabú) o sagradas en distintas civilizaciones, como las vacas en la India, es uno de los temas principales de la antropología cultural, que busca tanto las explicaciones simbólicas dadas por las propias culturas o religiones como la lógica económica y social, en equilibrio con el medio ambiente (la sostenibilidad ecológica de la ganadería se compromete cuando la presión demográfica supera los límites naturales).
| Animal                     | Lugar                                                                           | Domesticación                                 |
| Ovino silvestre            | Oriente Próximo, Nepal, Tíbet, Asia Central                                     | Zawi Chemi Shanidar (Irak)                    |
| Caprino silvestre          | Oriente Próximo, desde Turquía hasta Afganistán                                 | Ganj Dareh (Irán)                             |
| Vacuno silvestre (uro)     | En un área entre el paralelo norte 30° y 60° desde Europa hasta el Este de Asia | Nea Nikomedia (Grecia), Çatal Höyük (Turquía) |
| Porcino silvestre (jabalí) | En un área entre el paralelo norte 20° y 60° excepto en Europa Central          | Cayônü (Turquía)                              |
| Gallina silvestre          | Sureste de Asia e Indonesia                                                     | China, Tailandia y Vietnam                    |

Valores tomados de diferentes fuentes.
Durante la Edad Media en Europa, la carne de los animales era un bien reservado a las clases más altas de la sociedad. Era frecuente el consumo de carne de aves y cerdo, dejando los grandes animales al cuidado y servicio de la agricultura. Las preparaciones en salazón, así como las marinadas en vinagre eran habituales para preservar el mayor tiempo posible la carne. La Iglesia católica estableció algunas reglas de ayuno parcial durante la Cuaresma (la fiesta previa es el carnaval o carnestolendas) y otras religiones como el islamismo (así como el judaísmo) prohibieron el consumo de carne de cerdo imponiendo además reglas acerca del sacrificio de los animales destinados al consumo humano. La convivencia de las tres religiones monoteístas en algunas zonas, como la península ibérica durante la Edad Media, tuvo uno de sus puntos de discrepancia en el consumo de carne, sometido a diferentes tabús alimentarios y rituales de sacrificio, que obligaban a separar las carnicerías en cristianas, judías y musulmanas. En particular, la prohibición del consumo de cerdo para judíos y musulmanes les hacía objeto de burlas por los cristianos cuando eran estos los dominantes, llegándose a utilizar en España y Portugal desde finales de la Edad Media el concepto de marrano para designar a los judeoconversos.

Yo te untaré mis versos con tocino / para que no los muerdas, Gongorilla
Francisco de Quevedo, acusando de cristiano nuevo a su enemigo Góngora

En Inglaterra se prefería desde antiguo la carne de vacuno, así lo indica el apodo de los beefeaters dado a los guardianes de la Torre de Londres que viene a decir que eran sirvientes reales con una buena dieta (comedores de carne de vacuno), algunas de las recetas como la sopa de rabo de buey indican esa preferencia desde antiguo en las sociedades medievales inglesas. En la Edad Media (concretamente durante el siglo XIII) se establece la profesión de carnicero en las ciudades europeas. En el Ménagier de Paris publicado en 1393 se hace mención al comercio de la carne entre diferentes villas europeas.
La conservación de la carne en la época preindustrial era muy deficiente y produjo la necesidad de enmascarar la putrefacción con todo tipo de aliños y especias. Desde la Baja Edad Media, Europa demandaba cantidades suficientes de pimienta como para justificar un comercio a larga distancia con Asia, lo que fue una de las razones que llevaron a las Cruzadas. A finales de la Edad Media, la obstaculización de la ruta del Mediterráneo oriental por el Imperio Turco, estimuló la Era de los descubrimientos que llevó a los portugueses a circunnavegar África y a los castellanos a emprender la expedición de Cristóbal Colón. El descubrimiento de América trajo la posibilidad de disponer de nuevas especias para la conservación de la carne, como el pimentón proveniente del pimiento.

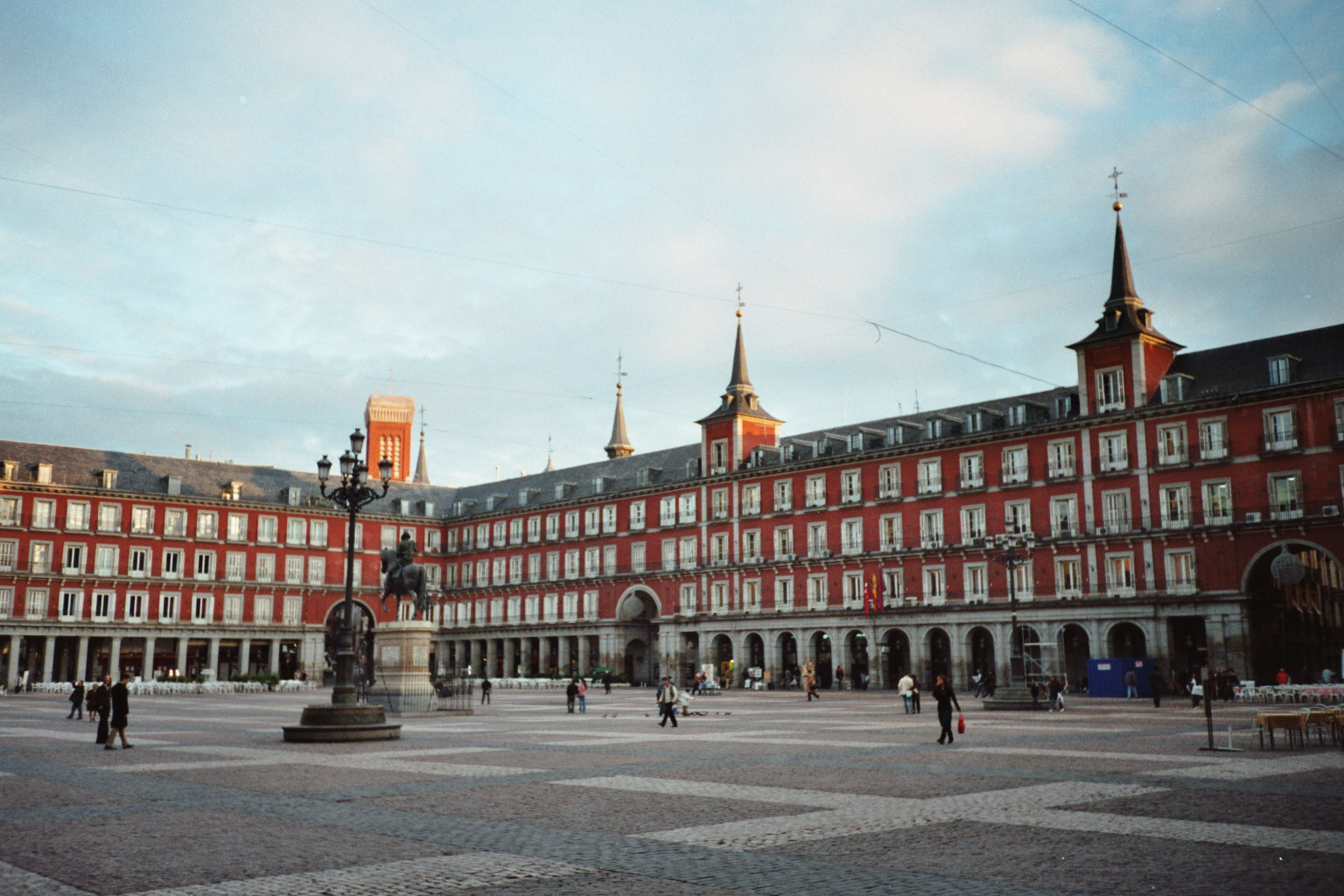
Casa de la Carnicería en la Plaza Mayor de Madrid, donde los tablajeros del Abasto de la Carne (a cargo de un obligado o contratista monopolista) surtían al público, controlados por el Repeso Mayor. También existían otras plazuelas con venta de carne, y un Rastro donde se curtían las pieles provenientes del matadero. Las reses vivas aprovechaban los pastos de la Dehesa de la Villa. Esta forma de organización del comercio cárnico subsistió durante todo el Antiguo Régimen, hasta el establecimiento de los mercados cubiertos y la organización de un matadero moderno en Legazpi, a finales del y comienzos del.

La colonización europea de América a partir del siglo XVI supuso un intercambio de especies ganaderas, sobre todo desde Europa a América, ya que a la inversa solo fue significativa la introducción del pavo, al contrario de lo que ocurrió en la agricultura, que hubo un intercambio más equilibrado. Los grandes animales herbívoros se habían extinguido en América miles de años antes, al poco de la llegada del ser humano. La ausencia de una ganadería de carne, más allá de pequeños animales, se ha aducido como una de las causas de la antropofagia ritual precolombina (la antropofagia o la necrofagia apareció en muchas otras culturas de distinto nivel de desarrollo social y ámbito geográfico, y su explicación antropológica y peso en la dieta es muy diverso). La ganadería de camélidos andinos (llama, vicuña y guanaco) no se extendió a Europa. La expansión de las especies introducidas por los españoles, fundamentalmente la oveja, se ha comparado con el descenso paralelo de la población humana indígena, que alcanzó proporciones catastróficas. La ganadería bovina fue especialmente importante por la facilidad que suponía su simple suelta en vastas zonas de pastos, como la Pampa argentina, Semejantes paisajes ganaderos se crearon en el siglo XIX en el Oeste de los Estados Unidos y en Australia. En cada uno de ellos se creó toda una cultura en su torno, que en su primera época se centraba en las pieles y la lana, y trataba la carne como un subproducto prácticamente no aprovechable, dada la imposibilidad de conservación y transporte a los mercados consumidores, que paradójicamente carecían de tal abundancia.
En El Quijote se trata en numerosas ocasiones del prestigio de la carne, que el pobre hidalgo consumía problemáticamente.

Una olla de algo más vaca que carnero, salpicón las más noches, duelos y quebrantos los sábados, lentejas los viernes y algún palomino de añadidura los domingos consumían las tres partes de su hacienda.

El gusto por el consumo de carne, y los pocos remilgos que había que hacer para ello, produjo refranes como

Si nada, corre o vuela, a la cazuela.

En cuanto a las cifras cuantitativas, en la España del Antiguo Régimen era convencional considerar una ración diaria suficiente la «media libra de carne» (230 gramos, mientras que de pan se consideraba suficiente una libra), lo que no quería decir que toda la población pudiera acceder diariamente a su consumo, ni que fuera carne de primera calidad (los más pobres solo alcanzaban a comprar vísceras y despojos). La forma de preparación (prolongadas cocciones en las ollas, que algunos hacen derivar de la costumbre judía de dejarla lentamente cociendo durante toda la noche del viernes y la mañana del sábado para no encender fuego en sabat) hacían más o menos comestibles la carne de reses viejas, aunque solo fuera en caldos, como la sopa boba o gallofa que los conventos repartían gratuitamente. La costumbre de meter un hueso en el caldo, que se reutilizaba día tras día, e incluso se compartía entre la vecindad se prolongó hasta los «años del hambre» de la posguerra civil española (1940), y ya estaba descrita en El lazarillo de Tormes. La predilección por las distintas formas de cocido, servido con sus «tres vuelcos» (sopa, verdura y carne), que asocia en sus distintas variaciones regionales (escudella, fabada, etc.) todo tipo de carne y todo tipo de legumbre y verdura, también llegó al refranero:

Después de Dios, la olla. Todo lo demás es bambolla.

## Características

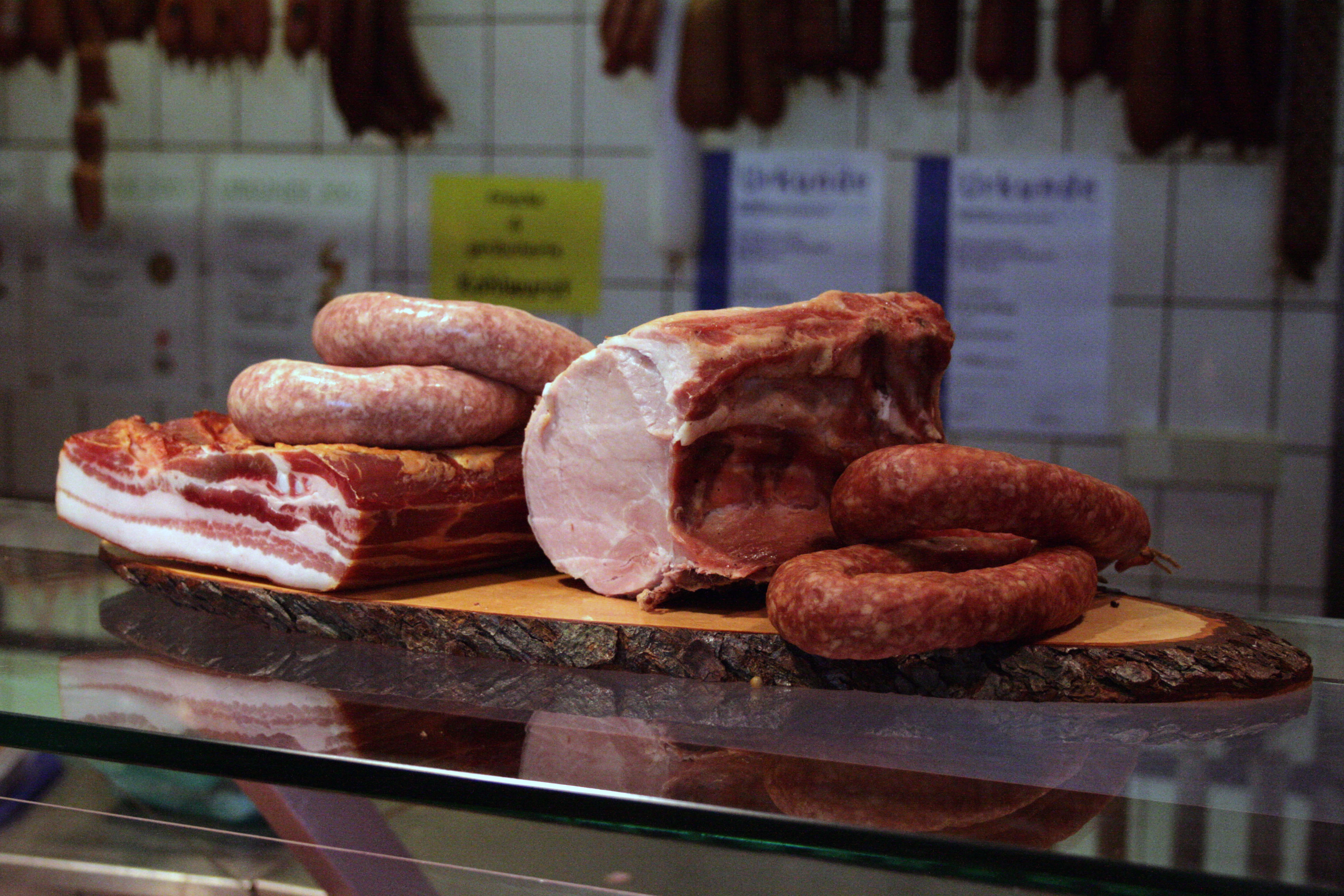
Carnicería mostrando una amplia gama de embutidos empleados en la Grünkohlessen de Alemania.

En bromatología, la carne es el producto obtenido después de sacrificar a un animal en el matadero y eliminar las vísceras en condiciones de higiene adecuadas tanto del proceso como del animal. El análisis de la carne y los productos cárnicos es una importante actividad en la industria cárnica y en particular dentro del dominio de análisis de alimentos, debido quizás a que es un alimento importante y relativamente caro dentro de la dieta. La caracterización de la carne mediante el análisis químico es de importancia para los compradores de carne en la industria de procesamiento de alimentos y es igualmente objeto de una extensa normativa de control en la mayoría de los países. El análisis de los cárnicos es vital en la industria de procesamiento de alimentos para el control de calidad, la garantía, la caracterización nutricional y el etiquetado del producto.
La carne tiene una composición química bastante compleja y variable en función de un gran número de factores tanto extrínsecos como intrínsecos. El conocimiento detallado de su composición y la manera en que estos componentes se ven afectados por las condiciones de manipulación, procesamiento y almacenamiento determinarán finalmente su valor nutricional, la durabilidad y el grado de aceptación por parte del consumidor. Químicamente, tanto la carne fresca como aquella procesada industrialmente, se caracterizan realizando análisis de contenido microbiano y con la medida de atributos físicos como la textura y el color, los constituyentes principales de la humedad, el nivel de proteínas con respecto a la grasa y las cenizas (material inorgánico). En el caso de carnes crudas de abasto, se realizan otras medidas como el pH y el color (indicadores de calidad). La carne se suele analizar para indicar niveles de frescura o determinar si está rancia, con tests que indican el valor de peróxidos y de ácido thiobarbitúrico (denominado como test de número TBA). Estos miden el estado oxidativo de la grasa rancia, mientras que las pruebas que averiguan los niveles de ácidos grasos miden el estado de hidrólisis de la grasa rancia. La carne suele tener un rango de contenido graso que varía desde el 1 hasta el 15 %, generalmente almacenada en el tejido adiposo.
La mayor parte del contenido de la carne es de origen proteico, generalmente colágeno o elastina. El colágeno se rompe en gelatina cuando se cocina al calor en ambientes húmedos; por otra parte, la elastina se mantiene inalterada al ser cocinada. El contenido proteico se reparte entre la actina y la miosina, ambas responsables de las contracciones musculares.

### Sabores y olores

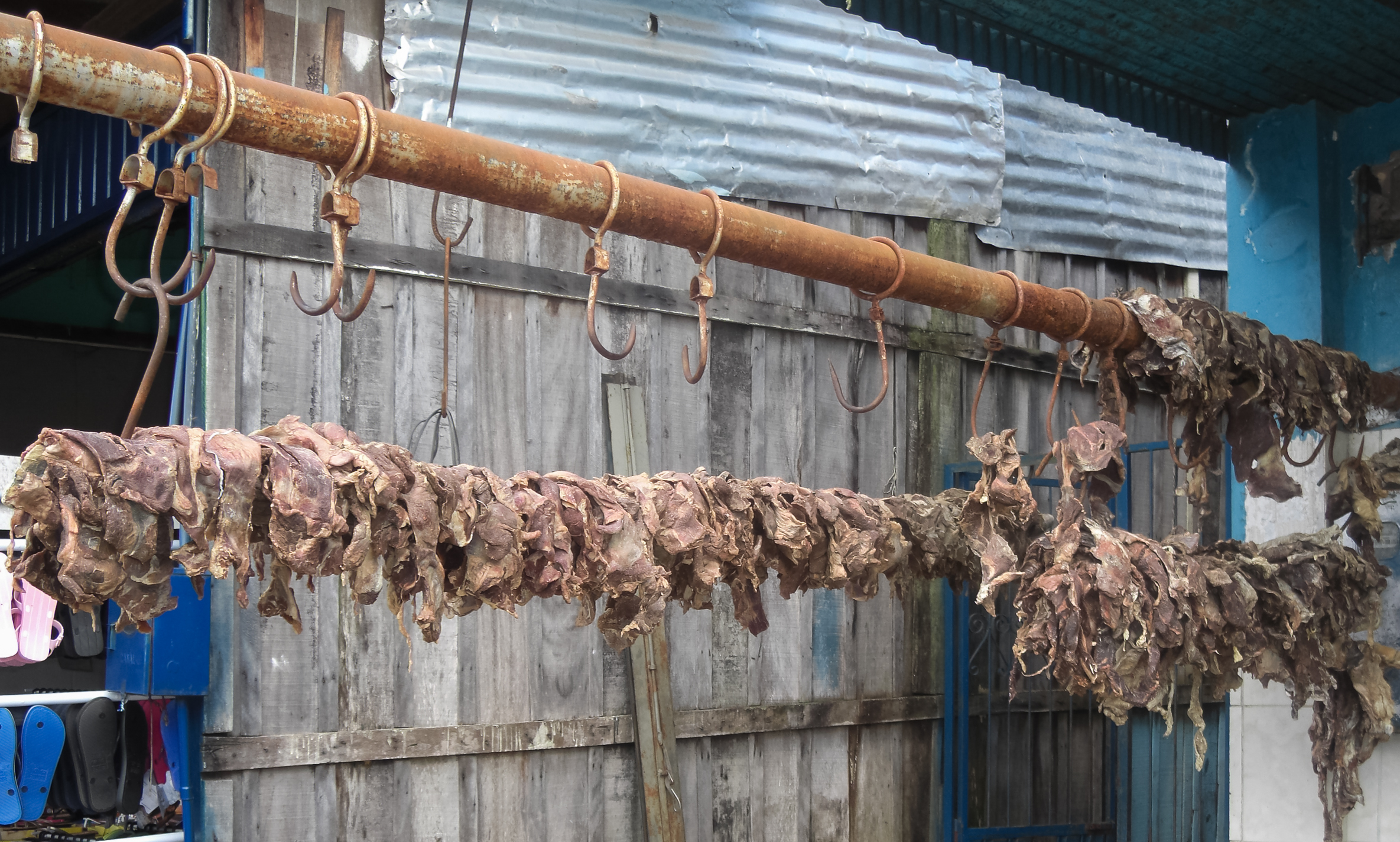
Carne seca en una carnicería de Brasil.

El sabor de la carne posee cerca de mil compuestos químicos identificados en los constituyentes volátiles de la carne de vaca (res), ternera, pollo, cerdo y cordero. Estos volátiles están descritos como compuestos químicos orgánicos tales como hidratos de carbono, alcoholes, aldehídos, ésteres, furanos, piridinas, pirazinas, pirroles, oxacinas y otros compuestos que se fundamentan generalmente en el átomo de azufre y en los elementos halógenos. Se cree en la comunidad científica que los sabores y aromas de la carne provienen predominantemente de los compuestos acíclicos azufrados y de los compuestos heterocíclicos que contienen nitrógeno, oxígeno o azufre. No obstante existen diferencias respecto a la cantidad de los compuestos según la especie animal de que se trate.
El sabor de la carne almacenada o curada se ha estudiado con detalle por la industria cárnica, pudiendo comprobar que algunos nitritos existentes en la carne reaccionan con las fibras enmascarando los sabores naturales. Sobre todo si se cura la carne mediante ahumado; mientras que el curado o puesta en salazón mantiene su sabor (cecina, Carne-de-sol, etc.). Las técnicas para medir los sabores de la carne son prácticamente las mismas, y no dependen de la especie analizada. No obstante uno de los «facilitadores» del sabor y textura en este alimento es su contenido graso.
La carne contiene vitaminas y minerales de vital importancia para el crecimiento y el desarrollo, así como para el correcto funcionamiento del organismo, especialmente las vitaminas B, sobre todo la B12, y minerales como el zinc, el yodo, el selenio y el fósforo.

### Colores
El color es uno de los indicativos que emplean los consumidores a la hora de elegir la carne. La carne de ave suele tener, por regla general, un color más claro que la de mamífero, la cual suele ser más oscura y de color más rojizo. La razón de esta diferencia es el tipo de fibra muscular que la componen, por lo tanto, es diferente en las aves y en los grandes mamíferos, debido a la mayor intensidad del trabajo que soporta la musculatura de estos últimos. Existen básicamente dos tipos de fibras musculares, las pertenecientes a los músculos que desarrollan un trabajo explosivo (fibras blancas) y aquellas que desarrollan un trabajo lento y repetitivo (fibras rojas). Los músculos de fibra blanca se encuentran mayoritariamente en aves, que necesitan rápidos movimientos, mientras que los grandes mamíferos poseen músculos de fibra roja necesarios para soportar grandes esfuerzos. El color rojo de la carne se debe fundamentalmente a la mioglobina; este color ha dado lugar a una clasificación «no científica» (no nutricional) de la carne en «blanca» (más clara) y «roja» (más oscura). El color final de la carne depende también de su procesamiento, almacenamiento y cocinado. La tonalidad suele variar hacia el marrón si se expone la pieza al aire durante algún tiempo, debido en parte a los procesos de oxidación de la mioglobina.

## Variedades
Existen muchas variedades de carne procedentes de diversas localidades, se puede decir que la mayor parte del consumo mundial de carne procede de animales domesticados para abastecer de materia prima la industria cárnica. Una pequeña proporción procede de la caza. No siempre fue así, ya que en la antigüedad (mucho antes de la revolución industrial) la mayor parte de la carne consumida por el ser humano procedía de la caza, siendo la ganadería y el pastoreo un elemento menor.

### Vacuna

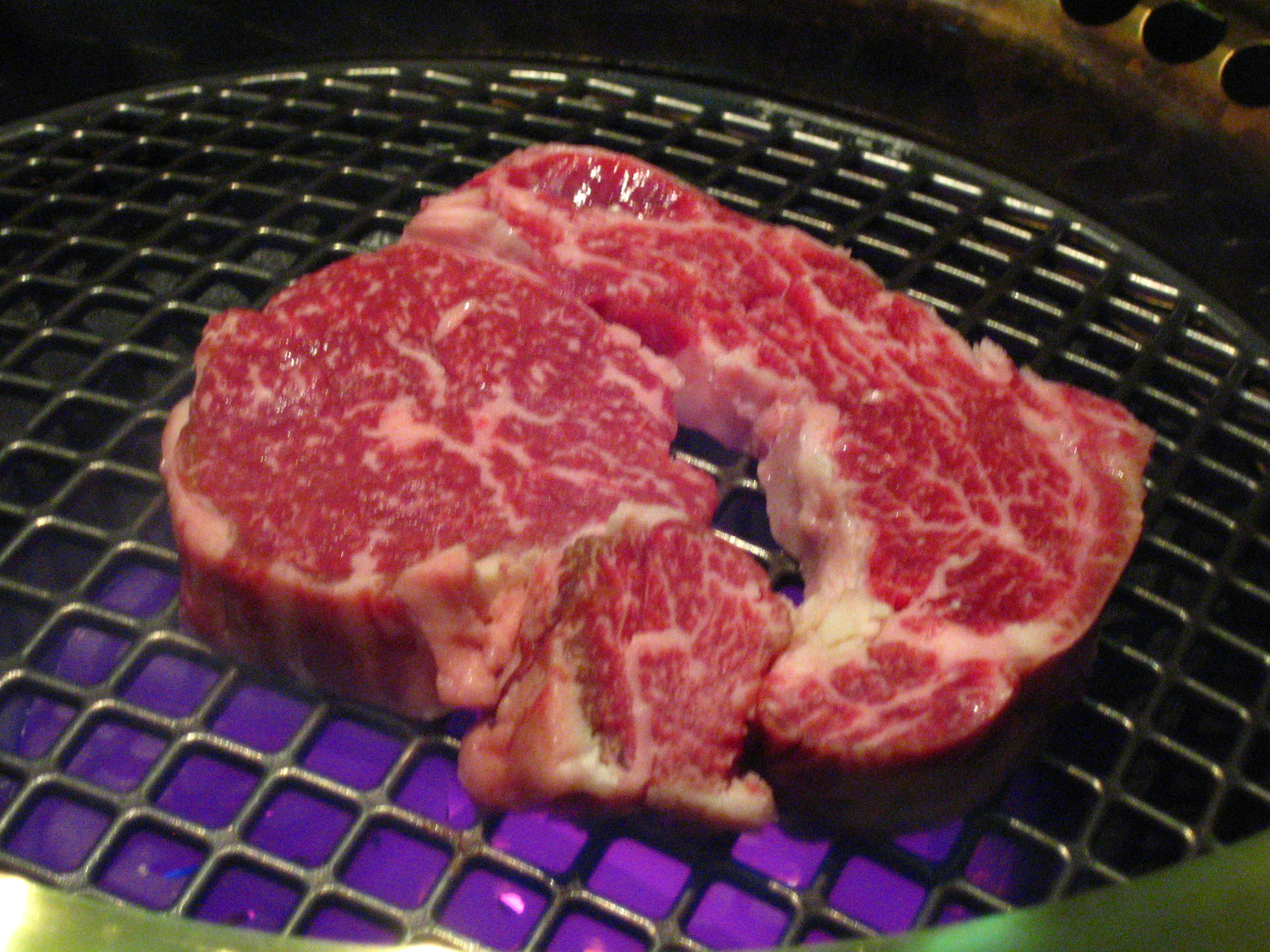
Pieza de carne de vacuno coreana. Se puede ver el entrevetado de grasa entre la fibra, característica de algunas razas.

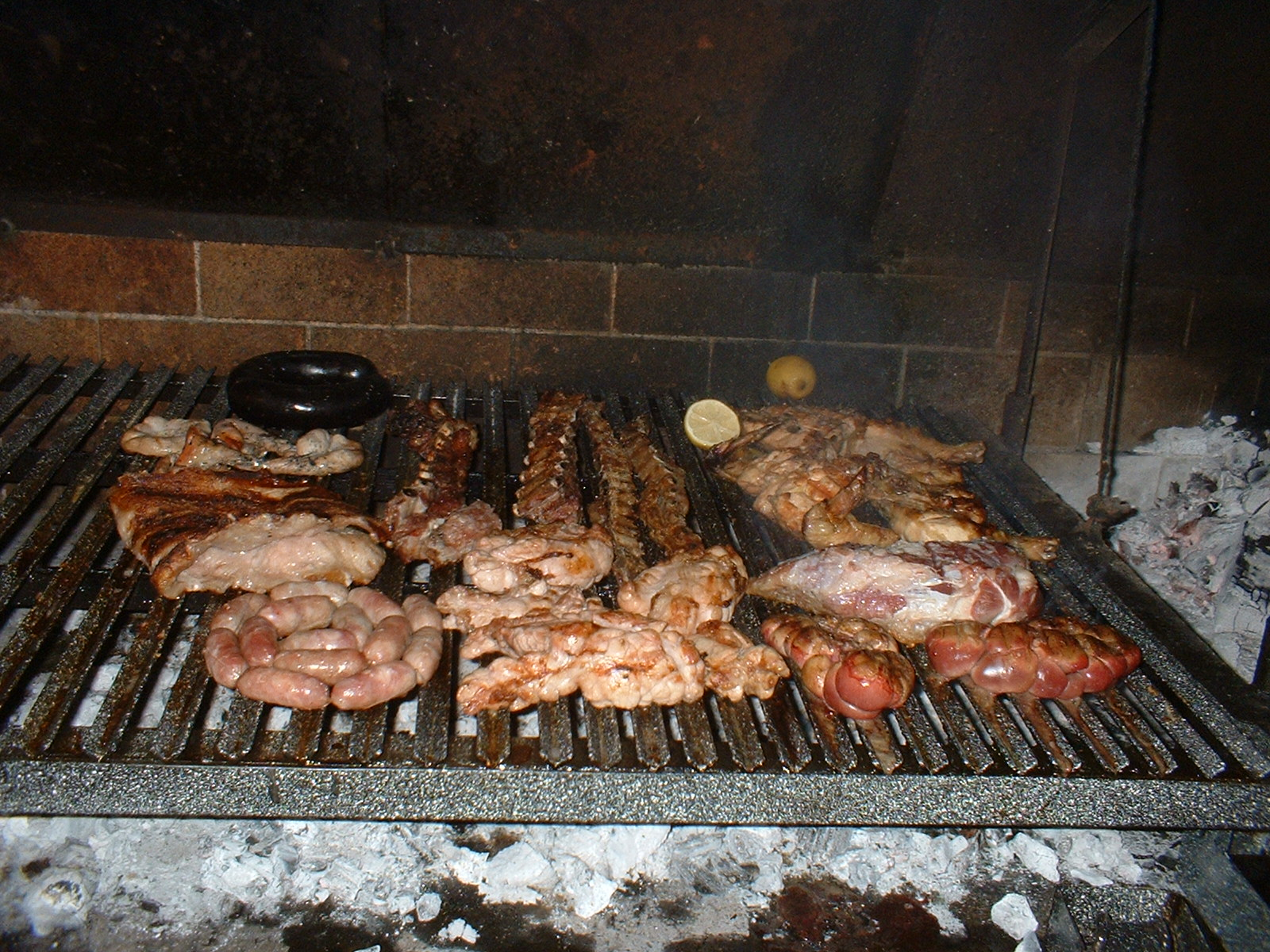
Parrillada argentina—carne de res, de cerdo, costillas de res, costillas de cerdo, chinchulines, mollejas, chorizo, morcilla, pollo, riñones—.

Una de las primeras razas domésticas que pudieron abastecer al hombre de sus necesidades cárnicas pudo haber sido el uro (Bos primigenius) que se extendió a lo largo de Eurasia. En el siglo XVII, algunos ganaderos de Europa empezaron a seleccionar diversas razas bovinas para mejorar ciertas cualidades como su leche, la capacidad y resistencia ante el trabajo agrícola, la calidad de la carne, etc. De esta forma existen hoy en día razas como la francesa Charolesa y Limousin, la italiana Chianina (de tamaño inmenso), las inglesas de Hereford y Shorthorn o la Rubia gallega. En Estados Unidos existen razas autóctonas que proporcionan una carne con sebo entrevetado y que suelen proceder de animales sacrificados a la edad de quince a veinticuatro meses, este tipo de carne es considerada de buena calidad por el consumidor medio estadounidense. En Japón existen razas como la wagyu de carne entrevetada (de la región de Kōbe), algunas de estas carnes se cortan en finos filetes de 1.5 a 2 mm y se elaboran platos como el sukiyaki y el shabu shabu.
En cuanto a la conservación, para que la carne sea buena tiene que estar fresca y apretada, con bastante grasa blanca. El color de esta depende de la mioglobina, de manera que en condiciones normales el color de la carne tiene que ser rojo púrpura. Si el vacuno es de mayor edad, el color será más oscuro.
En ocasiones, al poner en contacto dos superficies de corte se aprecia que la carne toma un color castaño oscuro, pero esto no afecta la calidad de la carne.
El color de la grasa indica la edad del animal. Así, si es blanca, quiere decir que la carne pertenece a una res joven, y, si es amarillenta, a un animal de mayor edad.
Respecto a la conservación, la carne de ternera puede permanecer en el frigorífico hasta catorce días. Además, es mejor consumirla después de un tiempo de reposo. Normalmente, cuando se compra la carne ya ha tenido dicho periodo de reposo.

#### Producción mundial
Según datos proporcionados por el Departamento de Agricultura de los Estados Unidos, la producción mundial de carne de vacuno se ha mantenido estable en el quinquenio 2010‑2014 con valores entre 58 y 59 millones de toneladas métricas.

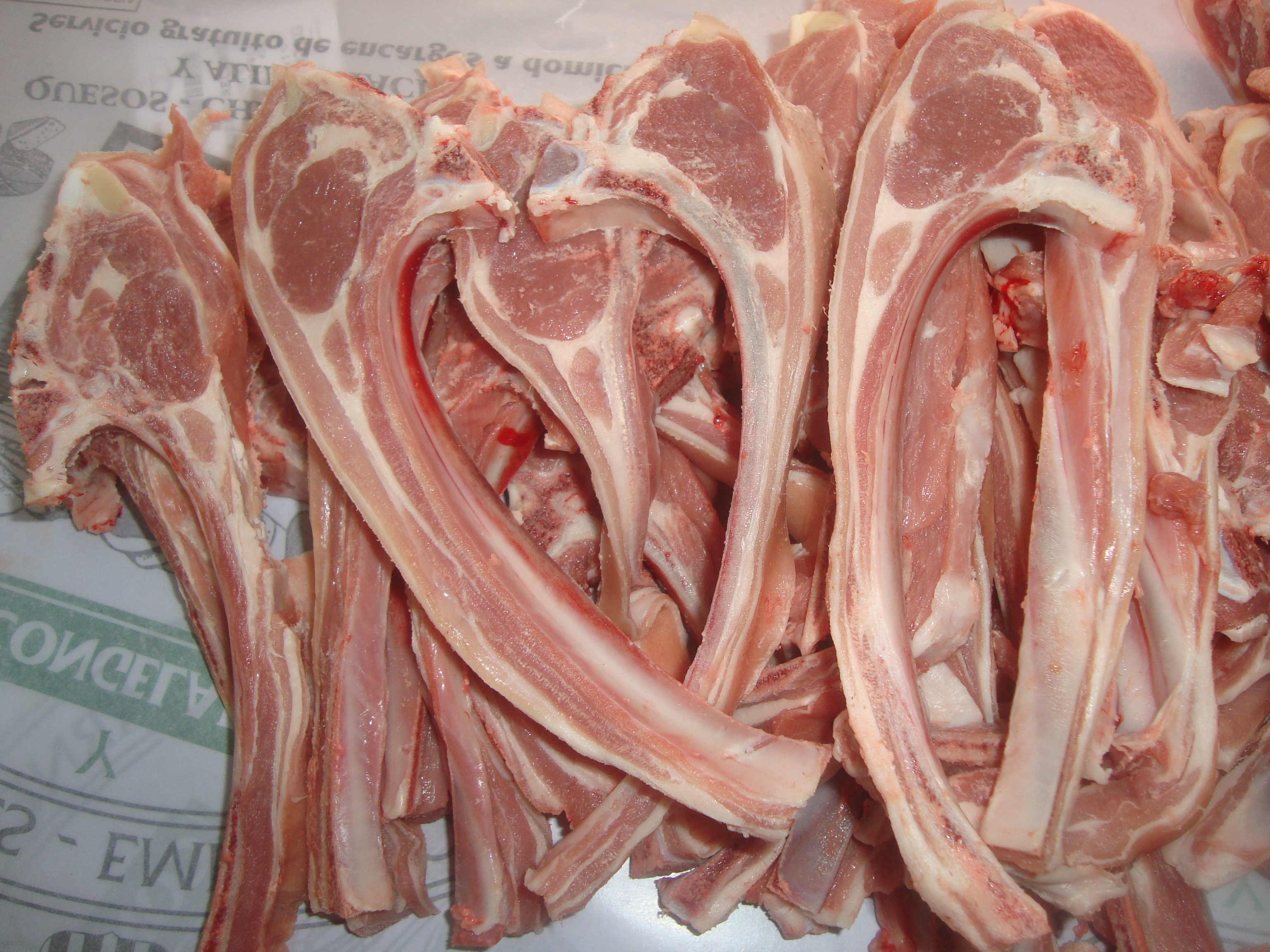
Chuletas de cordero, chuletas de palo.

Se redondearon las cifras a dos decimales para la facilidad de lectura y se calculó el peso del animal faenado, es decir descontando el peso de la piel, cabeza y órganos internos.
| Producción (en millones de toneladas métricas) | 2010  | 2011  | 2012  | 2013  | 2014  |
| ---------------------------------------------- | ----- | ----- | ----- | ----- | ----- |
| Carne de vacuno                                | 58.49 | 58.15 | 58.51 | 59.51 | 59.01 |

### Comercio exterior de la carne de vacuno

#### Evolución de los principales exportadores de carne de vacuno en el mundo
Estados Unidos, Países Bajos y Australia fueron los tres mayores exportadores mundiales de carne de vacuno del lustro 2010-2014.
Las cifras presentadas en la tabla a continuación son en dólares estadounidenses valor FOB.
| Fecha País Exportador | 2010          | 2011          | 2012          | 2013          | 2014          |
| --------------------- | ------------- | ------------- | ------------- | ------------- | ------------- |
| Estados Unidos        | 1 870 141 137 | 2 500 534 047 | 2 617 234 947 | 2 923 276 552 | 3 090 335 451 |
| Países Bajos          | 2 117 422 767 | 2 353 046 483 | 1 172 405 047 | 2 423 922 393 | 2 382 822 289 |
| Australia             | 1 472 452 377 | 1 677 567 223 | 1 687 129 492 | 1 643 090 751 | 1 974 186 884 |

Se puede apreciar que durante el cuatrienio 2011‑2014 Estados Unidos fue el mayor exportador del mundo. Dentro de Sudamérica, Argentina y Brasil fueron los únicos países que completaron el listado de los diez mayores exportadores.

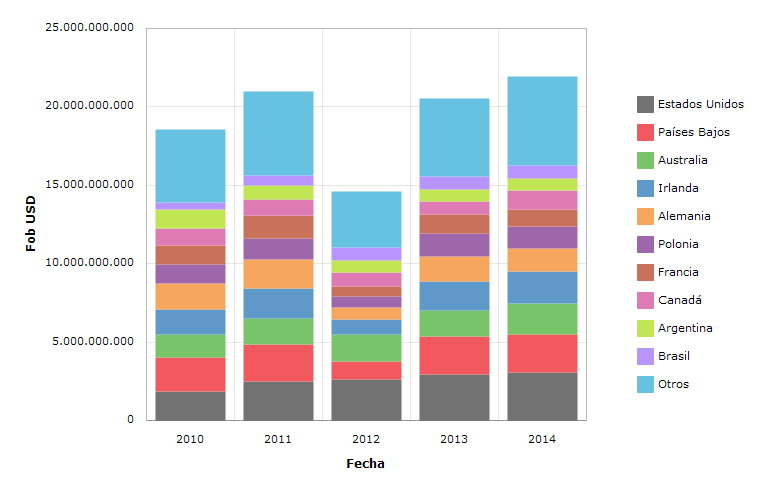
Principales exportadores mundiales de carne bovina periodo 2010‑2014. [http://trade.nosis.com/es/Comex/Importacion-Exportacion/Mundial/carne-bovina---carne-de-animales-de-la-especie-bovina-fresca-o-refrigerada/WD/0201 Fuente

#### Evolución de los principales importadores de carne de vacuno en el mundo
Del otro lado de la balanza comercial, Italia, Alemania y Estados Unidos y España fueron los principales importadores mundiales de carne de vacuno durante los años 2010‑2014.
Las cifras presentadas en la tabla a continuación son en dólares estadounidenses valor FOB.
| Fecha País Importador | 2010          | 2011          | 2012          | 2013          | 2014          |
| --------------------- | ------------- | ------------- | ------------- | ------------- | ------------- |
| Italia                | 2 489 226 287 | 2 566 344 382 | 2 382 440 511 | 2 345 848 561 | 2 343 440 736 |
| Alemania              | 1 493 730 433 | 1 795 150 829 | 1 707 117 133 | 1 696 955 375 | 1 761 940 279 |
| Estados Unidos        | 1 345 967 224 | 1 420 423 010 | 1 535 514 748 | 1 597 566 394 | 2 406 755 514 |

Completaron el listado Japón, Países Bajos, Francia, Reino Unido, México, Canadá y Chile.

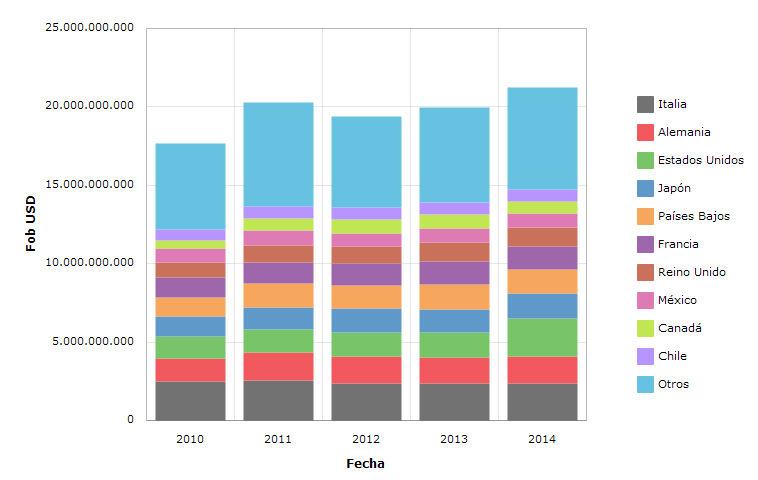
Principales importadores mundiales de carne bovina periodo 2010‑2014. [http://trade.nosis.com/es/Comex/Importacion-Exportacion/Mundial/carne-bovina---carne-de-animales-de-la-especie-bovina-fresca-o-refrigerada/WD/0201 Fuente

### Ovina y caprina
La carne de cordero es muy aceptada en las diversas culturas de la tierra; posiblemente fuera la oveja (Ovis aries) uno de los primeros animales en ser domesticados por el hombre (tras el perro y el uro) y es muy valorada por la producción de lana (casi un 10 % de las razas la producen) y leche (empleada en la elaboración queso). Las especies de corderos han sido seleccionadas igualmente para proporcionar diversos subproductos como puede ser la leche o la lana, además de generar ciertas características como la cola grasienta, muy apreciada culinariamente en algunas partes. El ovino está muy relacionado con las actividades de pastoreo de las sociedades nómadas. En 1996, los principales productores de carne de oveja por orden de importancia son: China, Australia e Irán. La carne de cabra es baja en grasas y resulta popular en aquellas zonas donde es importante el pastoreo.

#### Producción mundial
Según datos proporcionados por la Organización de las Naciones Unidas para la Alimentación y la Agricultura, la producción mundial de carne de ovinos ha rondado los 8.33 y 8.59 millones de toneladas durante el lustro 2009‑2013. Durante el bienio 2010‑2011 hubo una leve merma que luego fue revertida en los años posteriores 2012‑2013.
| Producción (en millones de toneladas) | 2009 | 2010 | 2011 | 2012 | 2013 |
| ------------------------------------- | ---- | ---- | ---- | ---- | ---- |
| Carne de ovinos                       | 8.33 | 8.15 | 8.15 | 8.34 | 8.59 |

##### Evolución de los principales exportadores de carne de ovinos en el mundo
Nueva Zelanda, Australia y Reino Unido fueron los tres mayores exportadores mundiales de carne de ovinos del lustro 2010‑2014.
Las cifras presentadas en la tabla a continuación son en dólares estadounidenses valor FOB.
| Fecha País Exportador | 2010          | 2011          | 2012          | 2013          | 2014          |
| --------------------- | ------------- | ------------- | ------------- | ------------- | ------------- |
| Nueva Zelanda         | 1 552 195 053 | 1 973 899 533 | 1 722 738 559 | 1 892 072 802 | 2 069 244 597 |
| Australia             | 823 203 881   | 1 024 774 326 | 949 817 514   | 1 229 671 211 | 1 487 663 280 |
| Reino Unido           | 485 817 763   | 593 987 555   | 280 517 101   | 573 807 289   | 619 666 308   |

Nueva Zelanda fue la única nación que superó año tras año por un cómodo margen a lo demás exportadores mundiales. Uruguay fue el único país sudamericano que se ubicó dentro de los diez principales exportadores mundiales.

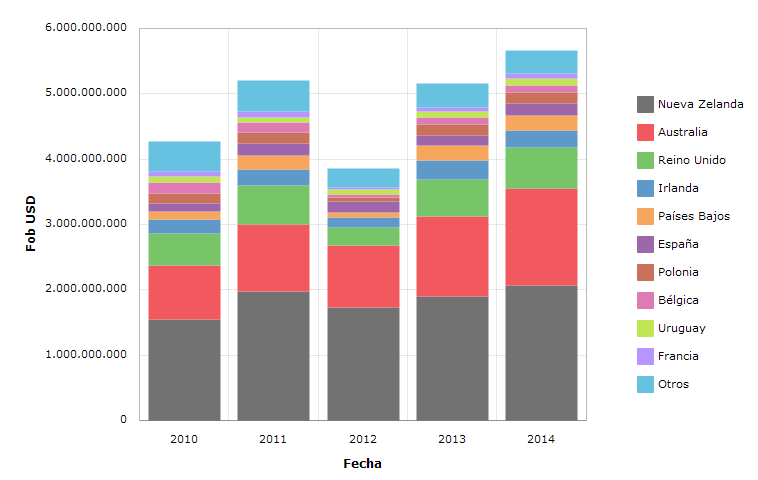
Principales exportadores mundiales de carne ovina y caprina periodo 2010-2014. [http://trade.nosis.com/es/Comex/Importacion-Exportacion/Mundial/ovino-y-caprino---carne-de-animales-de-las-especies-ovina-o-caprina-fresca-refrigerada-o-congelada/WD/0204 Fuente

##### Evolución de los principales importadores de carne de ovinos en el mundo
Del otro lado de la balanza comercial, Francia, Estados Unidos y Reino Unido fueron los principales importadores mundiales de carne de ovinos durante los años 2010‑2014.
Las cifras presentadas en la tabla a continuación son en dólares estadounidenses valor FOB.
| Fecha País Importador | 2010        | 2011        | 2012        | 2013        | 2014        |
| --------------------- | ----------- | ----------- | ----------- | ----------- | ----------- |
| Francia               | 706 465 806 | 751 295 656 | 676 551 536 | 666 223 627 | 713 311 790 |
| Estados Unidos        | 593 425 030 | 760 791 963 | 650 429 361 | 662 635 611 | 798 791 363 |
| Reino Unido           | 589 446 201 | 648 426 171 | 581 881 131 | 594 708 944 | 663 964 868 |

Completaron el listado China, Alemania, Bélgica, Países Bajos, Italia, Japón y Malasia.

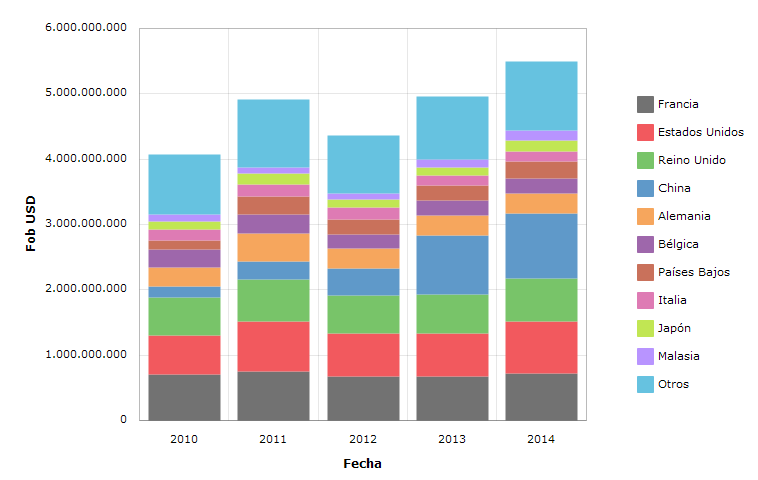
Principales importadores mundiales de carne ovina y caprina periodo 2010‑2014. [http://trade.nosis.com/es/Comex/Importacion-Exportacion/Mundial/ovino-y-caprino---carne-de-animales-de-las-especies-ovina-o-caprina-fresca-refrigerada-o-congelada/WD/0204 Fuente

### Porcina

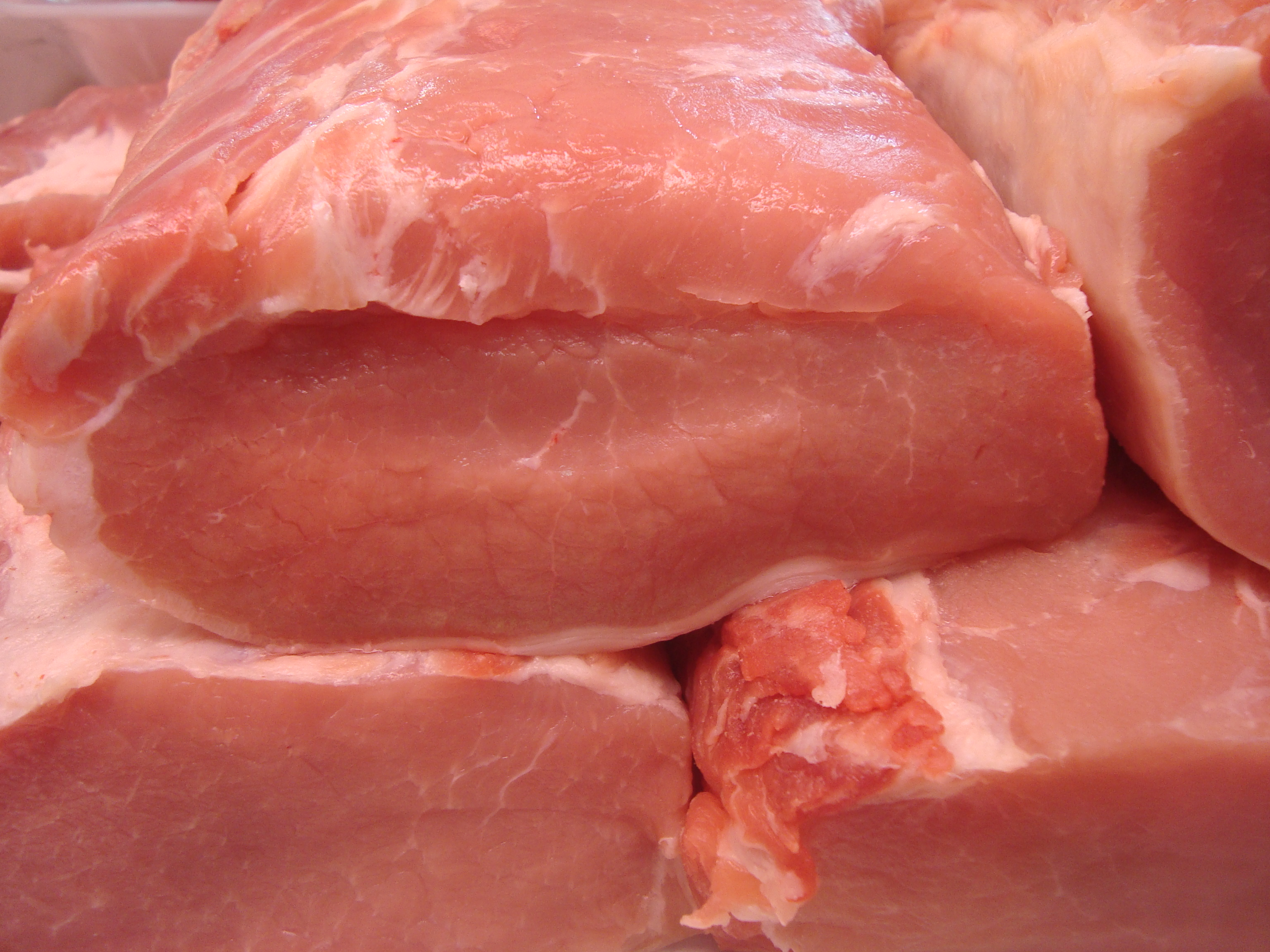
Cinta de lomo de cerdo, corte de lomo.

Los cerdos son descendientes del jabalí salvaje euroasiático (Sus scrofa). Si la carne de vaca ha sido la predilección de muchos habitantes de Europa y América, la carne de cerdo es la que más porcentaje de población ha alimentado en el resto del mundo, en algunos países como China la palabra «cerdo» es entendida como un significado genérico de «carne». Su ganadería posee algunas ventajas: es relativamente pequeño, es omnívoro, tiene un ratio de crecimiento bastante bueno comparado con otros animales y se consume casi todas las partes de su organismo. Se dedica en exclusiva a la producción de carne. Otros inconvenientes caen sobre el consumo de su carne: transmite enfermedades procedentes de parásitos y tiene un porcentaje de contenido graso relativamente alto. Los principales productores de carne de porcino por orden de importancia son: China, Estados Unidos y Brasil (datos de 1996). Es bueno acotar que los preceptos religiosos judíos y musulmanes prohíben estrictamente el consumo de esta carne debido al hecho de que sus dogmas les dictan que el cerdo es un animal «impuro».

### Aviar

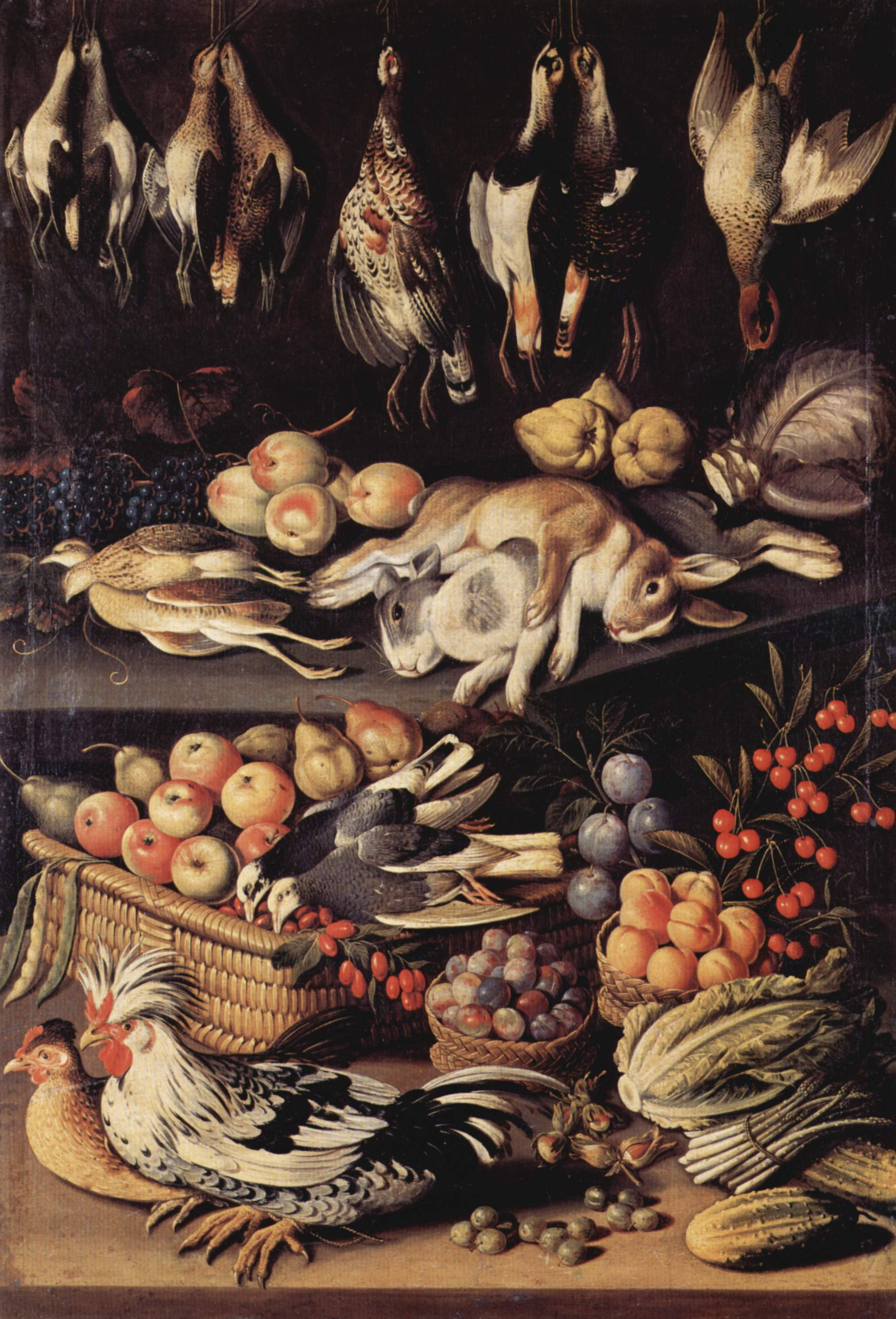
Carnes de volatería, según el artista Albrecht Kauw.

Entre la carne de ave (denominada a veces como volatería) se encuentra las de corral como puede ser la de gallina (Gallus gallus, su cuidado proporciona también huevos); el pato que se consume en dos etapas: en el huevo germinado tal y como lo hacen en Filipinas en el balut, o en un adulto de seis a dieciséis semanas; pavo que se pueden cuidar ejemplares en un rango de 6‑9 kg para el consumo humano entre doce y dieciocho semanas mientras que en Estados Unidos se llega extender el periodo hasta treinta y dos semanas para adquirir ejemplares inmensos; el ganso, codorniz, perdiz, paloma, etc. todos ellos animales domesticados que producen además huevos. Gran parte de las variedades existentes de gallinas están adaptadas y seleccionadas para proporcionar grandes rendimientos en el crecimiento. Por regla general se considera carne blanca, aunque hay excepciones (como la carne de avestruz). Las gallinas han derivado por selección a razas de alta velocidad de crecimiento con el objetivo de satisfacer la demanda de carne. Por regla general un ave es capaz de alcanzar la edad propia de su sacrificio en unas pocas semanas, el tiempo depende del tipo de ave y dentro del tipo existen razas «más tempranas» que otras.

### Otras
En diferentes culturas el tipo de consumo de carne varía mucho, el concepto habitual es relativo y está relacionado con las costumbres culinarias del lugar, la disponibilidad del animal, las tradiciones sociológicas, etc. En la cocina occidental no se realizan ciertas preparaciones por ser «poco habituales» o por ser una práctica ya abandonada, o muy localizada de ciertas áreas:
- Carne de liebre y de conejo. Suelen ser animales que tradicionalmente se han considerado de caza (caza menor), su alta tasa de reproducción les convierte en una especie idónea para su ganadería. Se trata de carne baja en grasas (menos del 4 %) y alta en contenido proteico (más del 20 %). Las piezas suelen tener entre los 2.5 kg de peso. Pese a ser mamíferos se le considera como carne blanca, teniendo un aspecto muy similar a la carne de pollo.
- Carne de caballo. Es consumida frecuentemente en algunos países de Europa, como Alemania y el oeste de Francia y en algunos lugares de Asia, a pesar de que haya sido rechazada en algunas partes (tanto la carne como su leche).[27] La carne de sus equivalentes son el burro y la mula. Los antiguos griegos la ofrecían como sacrificio a Poseidón. El consumo de carne de caballo se denomina hipofagia.
- Carne de perro. Existe en la cocina coreana y china. En algunos lugares de Asia se consume de forma tradicional desde muy antiguo con fines medicinales, donde se cree que previene la impotencia además de proporcionar «calor» a los cinco órganos vitales.[28] Se llegó a consumir en diferentes partes como en el México prehispánico, ya que los aztecas consumían el «itzcuintli» o perro pelón mexicano.
- Carne de gato. No es extraño verlo en mercados chinos para ser cocinado. Aunque en España es rechazado para su consumo por ser animal de compañía, se ha llegado a consumir en épocas de escasez, al igual que la carne de perro (es el origen de la expresión dar gato por liebre).
- Carne de avestruz. Aunque originario de la cocina australiana, es cada vez más popular en Europa, y hoy día las granjas de avestruces o los ganaderos que complementan su granja con estos animales son cada vez más frecuentes, siendo habitual encontrarlas en las ferias de ganado.
- Carne procedente de anfibios y reptiles. Es una carne blanca muy apreciada en gran parte de Asia. En Europa tiene tradición el consumo de la carne de rana, sin embargo cayó en desuso. Desde hace varias décadas ha vuelto a consumirse tímidamente, mayormente en un aperitivo llamado ancas de rana. Respecto a los reptiles, en América es muy común el consumo de carne de tortuga, iguana y serpiente. También se consume la carne del caimán de anteojos en Venezuela (donde se lo conoce como babo), especialmente durante la Semana Mayor.
- Carne de insectos. La entomofagia no es considerada en la mayoría de los países occidentales, pero poco a poco va ganando consumidores adeptos pudiendo llegar a ser fuente importante de proteínas en la dieta occidental. No obstante, en Colombia y Venezuela es común consumir hormigas de la especie Atta laevigata ya sea como aperitivo o como parte de una salsa picante llamada catara.
- Carne de camello. Es muy empleada en ciertos lugares de África (Oriental y septentrional) así como en algunos países de Oriente Medio, donde es apreciada también su leche. El sacrificio de un dromedario adulto puede proporcionar entre 500 y 600 kg de carne neta con un contenido bajo de grasas que puede llegar a un 5 %.[27] Esta carne es evitada por los cristianos coptos de Egipto. Dentro de la misma especie se encuentra la Llama en una preparación en forma de carne seca denominada charqui (una especie de cecina que se hace también con la carne de otros animales) y se puede elaborar entre 10 y 15 kg por cada llama.[29]
- Carne de ballena. El consumo de la carne de estos grandes mamíferos (llegan a pesar ciento cincuenta toneladas) está muy regulado y prohibido en algunos países, a pesar de ello se consume en algunos lugares donde su carne forma parte de las recetas más tradicionales.[30] Su carne es muy similar a la del vacuno, pero con un mayor contenido graso, el color de la carne depende de la edad del espécimen y puede variar entre rojo a rojo oscuro. Esta carne tiene periodos de conservación muy cortos y tiende a ponerse rancia muy rápido.[31]
- Carne de cuy. El consumo de esta especie, también conocida como cuyo, cuye, cobaya o conejillo de indias, es común en países andinos de América del Sur como Perú, Bolivia o Ecuador. Su carne posee un alto valor nutritivo: poca grasa y mucha proteína.
- Carne de canguro. Es originaria de Australia en donde estuvo prohibida hasta 1993, al 2019 se llegaron a exportar alrededor de tres mil toneladas de esta carne a sesenta países.[32] Es rica en Hierro y Zinc además de poseer solo 2 % de grasa haciéndola ideal para dietas bajas en calorías.[33]
- Carne de venado. Este término designa a cualquier carne procedente de los miembros de la familia Cervidae tales como ciervos, renos y alces, cien gramos de lomo de venado pueden aportar hasta 22 gramos de proteína, 0.8 gramos de grasa y tienen un valor calórico de 93 calorías.[34] Según el Departamento de Recursos Naturales de Carolina del Sur si la carne no es procesada de manera adecuada existe el riesgo de contraer Toxoplasmosis por lo que se recomienda no manipularla si se tienen heridas en las manos, congelarla antes de usarla y cocinarla en su totalidad.[35]
- Carne de animales silvestres. Este término engloba a todas las especies de fauna silvestre que se cazan para la obtención de carne tales como elefantes, gorilas, chimpancés y otros primates, antílopes, cocodrilos, etc.[36] Aunque se han consumido como fuente de proteína en algunos lugares de África y la Amazonia,[37][38] organizaciones como la OMS y la ONU han hecho un llamado a la prohibición de su venta por el riesgo de transmisión de enfermedades a los seres humanos,[39] además contribuye a la extinción de especies locales.[38]
- Canibalismo. Consumo de carne humana. Fue una práctica realizada en las culturas antiguas, siendo con el tiempo rechazada, abandonada y finalmente, restringida por el ámbito penal y perseguida por las sociedades modernas. Surge con mayor frecuencia en periodos de hambruna como una forma de desesperación. Es más común en tribus africanas, caribeñas o de las islas del Pacífico como parte de sus rituales.

## Carne de caza

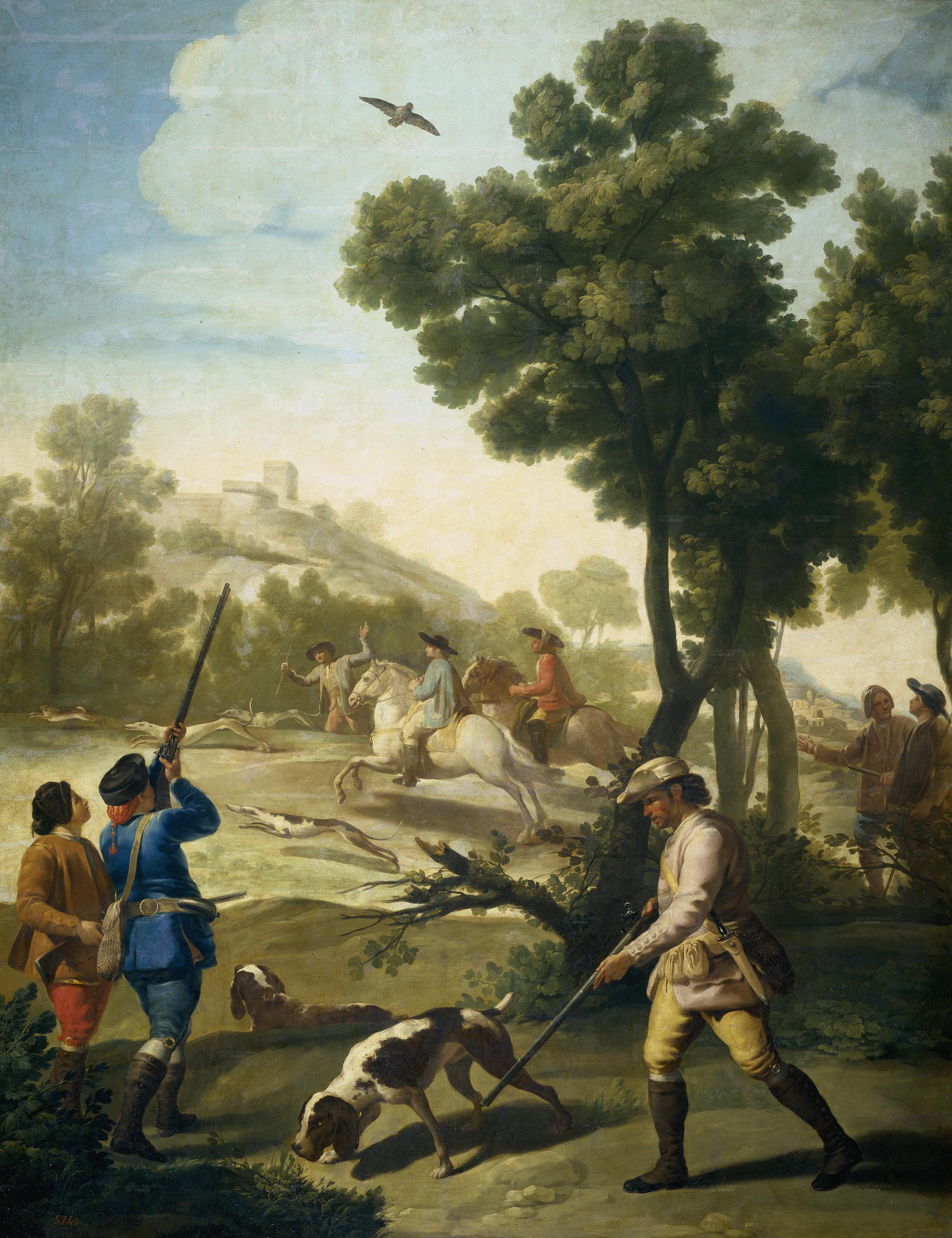
La caza de la codorniz, por Goya. La caza de ciertos animales se asoció desde antiguo a las clases altas de la sociedad.

La carne de caza es un caso distinto del de la procedente de animales criados en granjas. La carne de animales confinados (o con un grado restringido de libertad) posee cualidades muy diferentes de las de la carne «industrial». Esta carne de caza es muy apreciada y se consume especialmente en otoño. En muchos restaurantes de Europa se celebra la llegada de la estación otoñal ofertando platos de caza. En países como Estados Unidos, como la carne procedente de la caza no es inspeccionada, su consumo está vetado por las autoridades alimentarias. Era tradición de los indios nativos de Norteamérica la caza del bisonte.
La carne de caza posee menor contenido graso que las de animales de corral o domesticados. Los motivos son evidentes, ya que ambos tipos de animales llevan dietas y estilos de vida muy diferentes. Esta característica hace que necesiten menos tiempo para cocinarse (la grasa es un mal conductor del calor) y que presenten un aspecto más «seco» cuando se hacen a la barbacoa. La caza posee un sabor característico que en ocasiones se intenta imitar en otras clases de carne. Este sabor se quitaba en las cocinas del siglo XVIII mediante un curado excesivo de la carne: se dejaba colgada durante a veces una semana hasta el punto de llegar casi a la descomposición, a este proceso se le denominaba mortificación o faisandage (del faisán) y tenía dos finalidades: la de hacer más tierna la carne y reducir el sabor a «caza» (no apreciado en la época). En otras ocasiones se empleaba la carne de la caza en platos más elaborados, de modo que se enmascarara el sabor, tal y como puede ser el ahumado o los marinados.
La carne de caza se suele categorizar como «de caza mayor» y «de caza menor». Esta diferenciación depende fundamentalmente del tamaño de la pieza. Así, la caza mayor corresponde a animales como el jabalí y el venado, y la caza menor a la liebre, el conejo, el pato salvaje, la codorniz y la perdiz. En algunos casos es costumbre el consumo de aves de pequeño tamaño, como los pajaritos fritos en España (hoy en día su consumo no es legal).

## Procesamiento

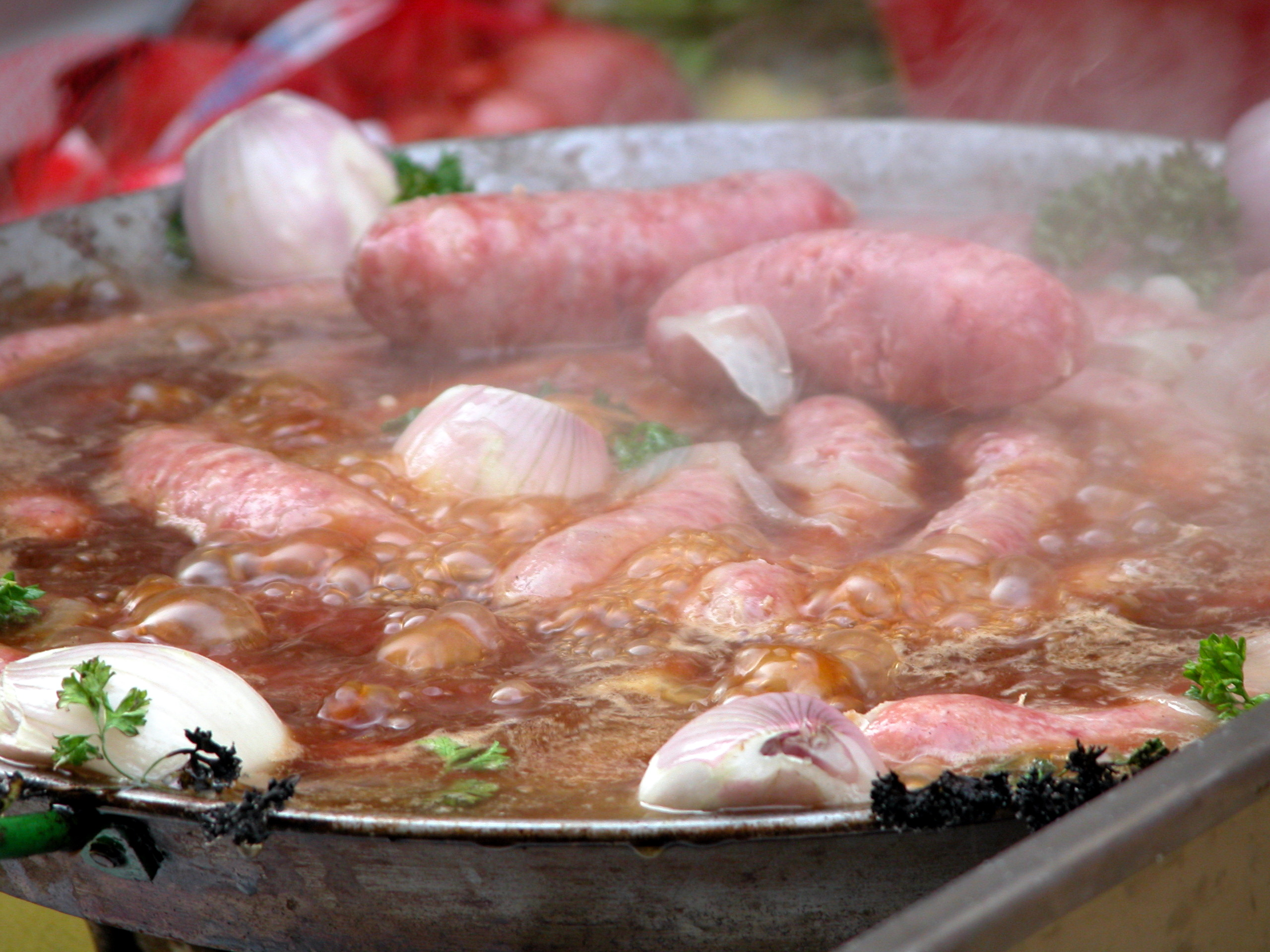
En algunas ocasiones la carne aparece ya procesada en forma de embutido (en la imagen unos diots típicos de Saboya).

### Manipulación
Antes de la muerte los tejidos comestibles de un animal sano se pueden considerar estériles ya que se encuentran protegidos de la contaminación bacteriana por la piel externa, que funciona como una cubierta casi perfecta contra la agresión microbiana. Además, el tracto intestinal sirve como barrera efectiva que frena la inmensa masa de microorganismos que contiene. Normalmente, cualquier microorganismo que penetrase estas barreras sería destruido rápidamente por las defensas naturales del organismo vivo. Tras la muerte, sin embargo, estos mecanismos quedan bloqueados o cesan su actividad y de esta forma los tejidos expuestos se convierten en tejidos altamente perecederos. Los tejidos animales quedan expuestos a gran número de microbios que atraviesan la piel o el tracto intestinal sin una barrera que les frene. La superficie externa de la piel, o el cuero, está intensamente contaminada por una amplia variedad de microorganismos. Cuando el carnicero clava el cuchillo para realizar la separación de los cortes, aparecen las primeras vías de entrada para los contaminantes y los agentes patógenos. Además, es posible que alguno de los microorganismos del tracto intestinal encuentren su camino hacia la superficie del canal durante las operaciones de formado, mezclando su contenido con el de la carne (esta operación debe realizarse con sumo cuidado para evitar posibles contaminaciones en la carne). Es posible que ocurra, no obstante, alguna contaminación durante el corte del cuello, y es posible que algunos de estos microorganismos puedan llegar a los tejidos musculares por el torrente circulatorio inmediatamente antes de la muerte. Todas estas operaciones deberían ser realizadas por personal cualificado, con el objeto de mantener los niveles de calidad requeridos. A pesar de ello, gran parte del personal no tiene formación alguna. La forma de sacrificar al animal afecta a la calidad final de la carne, se debería sacrificar «de una vez» sin generar estrés en el animal para que no exista en los tejidos el ácido láctico característico de los cortes rojos oscuros, aun así debido a la baja cualificación del personal y al insuficiente mantenimiento de las máquinas de despiece, es frecuente que las reses sufran una muerte lenta y dolorosa.
Tras la muerte las canales (denominadas también carcasas) son enfriadas y clasificadas para después entrar en las cadenas de distribución y procesado alimentarios. Este conjunto de procesos es el que transforma el músculo del animal en carne. Hay que tener en cuenta la aparición del rigor mortis (generalmente tras unas tres horas tras el sacrificio, aunque en el cerdo y el cordero ocurre en una hora), un fenómeno que tensa la carne y la hace poco agradable para su consumo. Por esta razón se introduce un tiempo de espera de unas 48 horas (a veces 72) en un ambiente refrigerado para que ese fenómeno desaparezca. Durante este tiempo la carne se cuelga «boca abajo» para que las fibras musculares se estiren por su propio peso y se drene la sangre. El despiezado y el corte permiten a un gran número de microorganismos contaminar las superficies, a veces se realiza en lugares limpios. El destino y capacidad de estos microorganismos de afectar a la salud de los consumidores depende en gran medida de la forma en que se manipule: la carne servida cruda es más susceptible de afectar, la cocinada a temperaturas de 80 °C, menos. La carne fresca y refrigerada tiene un alto contenido de agua con un valor de aw de 0.99 aproximadamente. Este ambiente es muy adecuado para el crecimiento de microorganismos; si se dejan sin envoltura protectora al oxígeno se favorecerá el crecimiento de microorganismos contaminantes. La carne cortada según el estilo judío (carne kosher) o musulmán (carne halal) requieren un breve periodo de salazón (en la sal kosher durante treinta a sesenta minutos).

### Procesamiento industrial

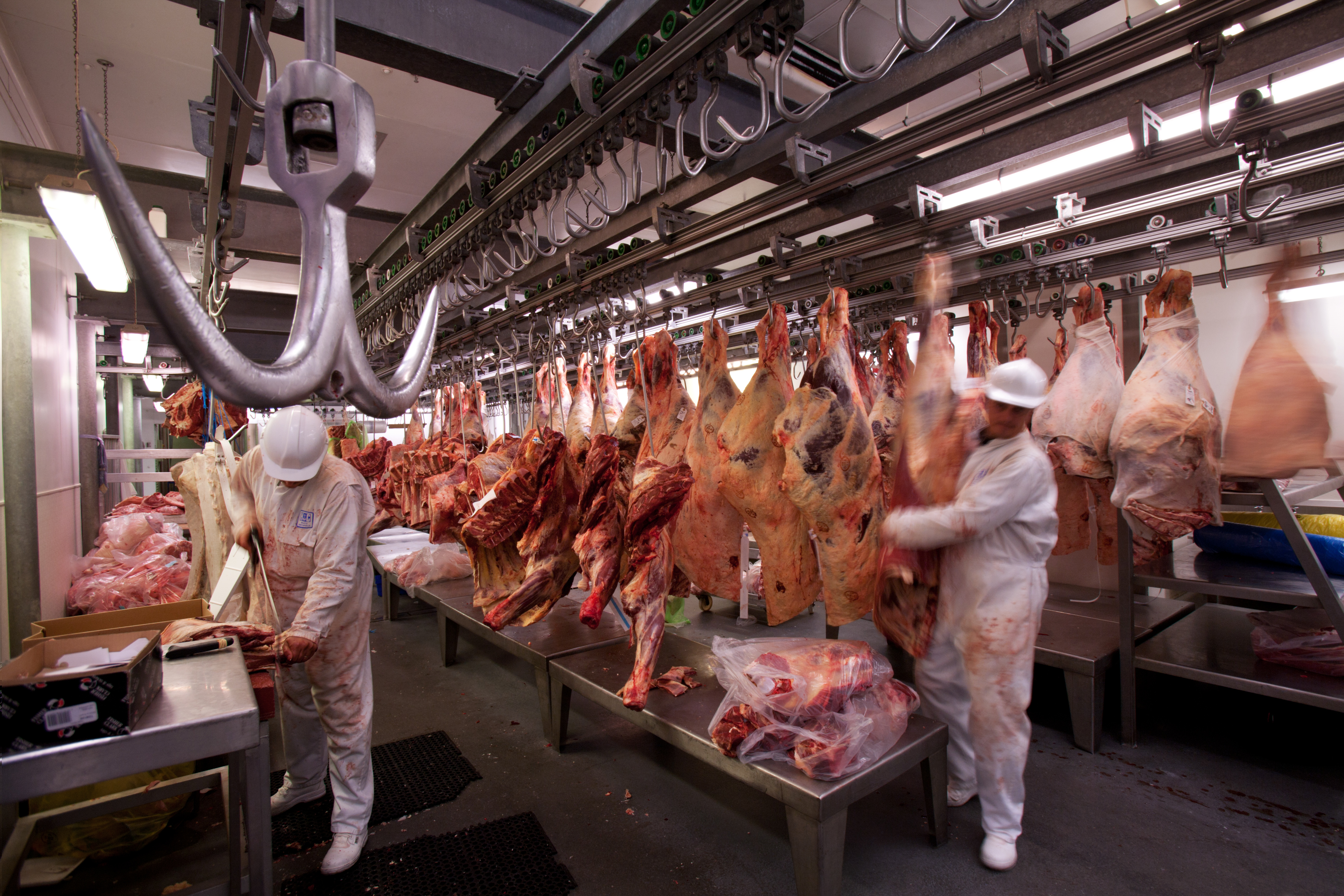
Cortes de carne por canal.

La mayoría de la carne hoy en día pasa un intervalo medio entre cuatro y diez días desde que se sacrifica el animal hasta que llega al mercado para ser comercializado. La refrigeración tras el sacrificio crea un medio selectivo que permite el crecimiento solo de aquellos microorganismos capaces de desarrollarse a temperaturas cercanas a la congelación. El envasado al vacío de la carne con membrana impermeable al oxígeno constituye una segunda limitación sobre el medio ambiente que rodea la carne y permite el crecimiento de un menor número de microorganismos durante la distribución hasta el consumidor. El curado, el ahumado, el cocinado, el escabechado y la fermentación son otros procedimientos que influyen en la naturaleza de la microflora alterante final de la carne prolongando su fecha de caducidad. La carne tras el sacrificio necesita de un período de curado que hace que los sabores se distribuyan gracias a reacciones enzimáticas y mejoren propiedades organolépticas como puede ser la ternura de la carne. Los métodos de curado pueden ser realizados en medios controlados de carácter húmedo o por el contrario secos. En medio húmedo se introducen en embalajes de plástico especiales sometidos al vacío, permaneciendo en su interior durante seis semanas (método cryovac), este método hace que aparezca un mal olor cuando se abre el envoltorio, el mal olor desaparece en unos minutos de ventilación. Los métodos de curado en seco hacen que se cuelgue la carne en un ambiente controlado en refrigeración y humedad durante un periodo de seis semanas, la carne curada por este método puede perder casi entre un 5 y un 20 % de su peso, pudiendo además adquirir sabores no deseados.
Muchas de las carnes procesadas se pican finamente (empleando para ello una máquina picadora como la tajadera) y se mezclan con diferentes especias para finalmente «embutirse» (transformarse en diversos embutidos) en contenedores de plástico o tripas. En las diversas gastronomías existen preparaciones diversas de los productos cárnicos, una de las más famosas son las salchichas en el caso de Alemania y los países del norte de Europa, los salami italianos y rumanos o los chorizos de las matanzas del cerdo realizadas en la península ibérica.

## Tipos

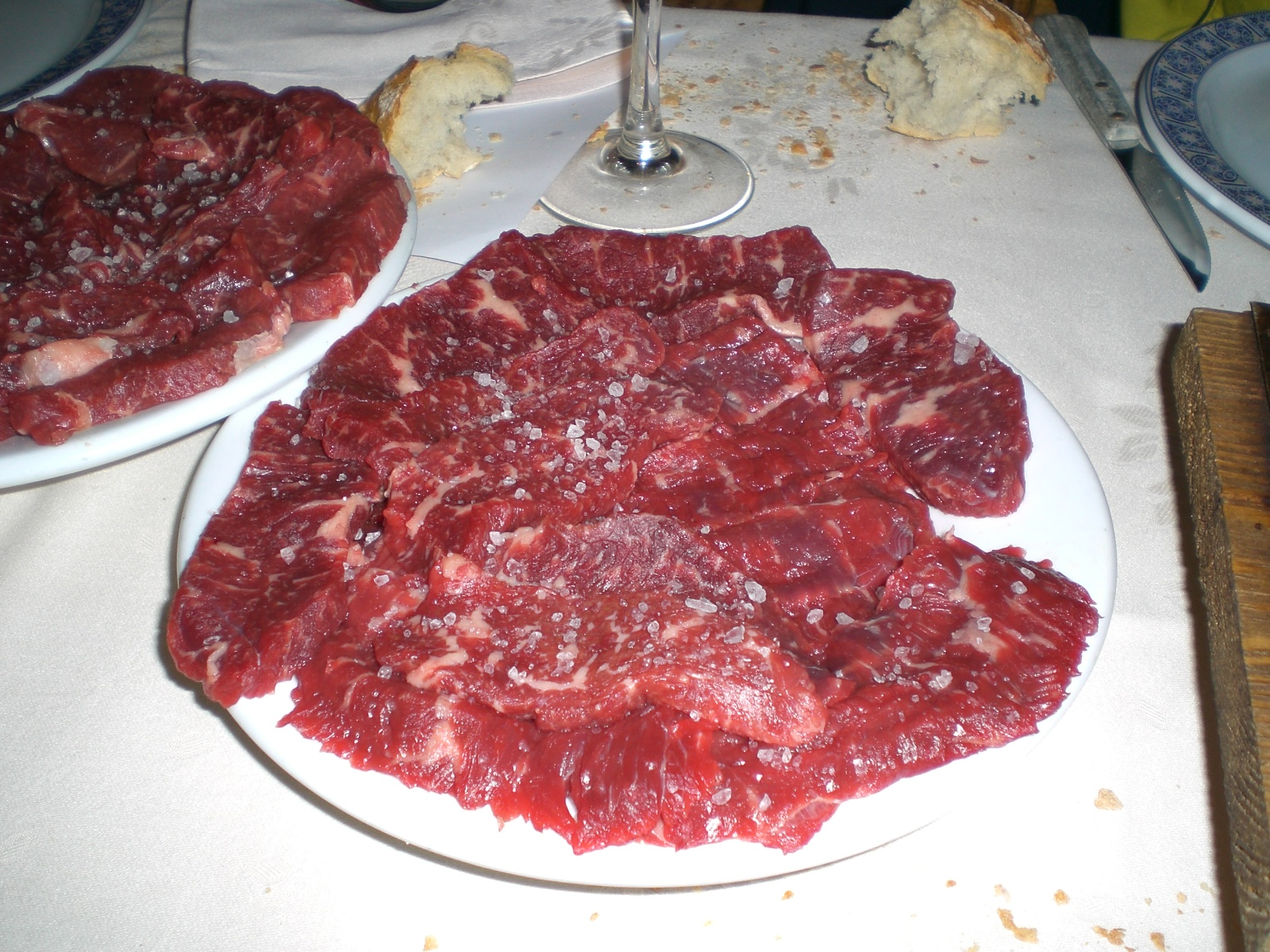
Lomo de buey servido crudo, por regla general el comensal se prepara en una piedra caliente la carne a su gusto.

Existe una categorización de la carne puramente culinaria que no obedece a una razón científica clara y que tiene en cuenta el color de la misma. Esta clasificación es:
- Carne roja: suele provenir de animales adultos. Por ejemplo: la carne de res (carne de vaca), la carne de cerdo, la carne de ternera y la carne de buey. Se considera igualmente carne roja la carne de caballo y la de ovino. Desde el punto de vista nutricional se llama carne roja a «toda aquella que procede de mamíferos». Su consumo es muy elevado en los países desarrollados y representa el 20 % de la ingesta calórica. Se asocia a la aparición del cáncer en adultos que consumen cantidades relativamente altas.[42]
- Carne blanca: se denomina así como contraposición a la carne roja. En general se puede decir que es la carne de las aves (existen excepciones como la carne de avestruz). Algunos de los casos dentro de esta categoría son la carne de pollo, la carne de conejo y a veces se incluye el pescado. Desde el punto de vista de la nutrición se llama carne blanca a «toda aquella que no procede de mamíferos».

Las locuciones «carne roja» y «carne blanca» obedecen a una clasificación culinaria que menciona el color (rojo o rosado, así como blanco) de algunas variedades de carne en estado crudo. El color de la carne se debe principalmente a un pigmento rojo denominado mioglobina. Esta clasificación está sujeta a numerosas excepciones.

## Posturas sociales
El consumo de carne suscita a veces polémicas sociales. Algunas personas optan por evitar su consumo, ya sea por razones filosóficas, médicas, éticas u otras, y son conocidas como veganos o vegetarianos.
Una postura filosófica, el sensocentrismo, considera que los animales, como seres sensibles, merecen consideración moral, por lo que cualquier forma de explotación de los animales es una forma de crueldad y por ello inmoral. El eslogan «la carne es un asesinato» representa este planteamiento moral.
Otras personas, también desde posturas de defensa de los derechos de los animales, están en contra de los sacrificios o de las condiciones extremas en las que se crían o se sacrifican los animales que sirven para el consumo humano. Algunos se niegan a comer ciertos tipos de carne tratada siguiendo un proceso industrial típico de la agricultura intensiva, concienciados por las condiciones que sufren los animales en las llamadas granjas factoría.
En ocasiones subyacen razones medioambientales, ya que los animales forman parte de una cadena alimenticia que contamina y modifica el medio ambiente, promueve la agricultura no orgánica, provoca un alto consumo de agua, etc.
También se evita comer carne a veces por motivos nutricionales y de salud (en estos casos el aporte proteico se consigue mediante otros productos de origen vegetal). En algunas ocasiones el consumo de carne se restringe a solo un tipo determinado. Por ejemplo, las religiones islámica y judaica prohíben la carne de cerdo, algunas religiones de la India no permiten el sacrificio de vacas y el jainismo impide el consumo de carne en general, al igual que los adventistas. Estos grupos sociales se alimentan en su lugar de alimentos análogos a la carne, que imitan algunas de las propiedades nutritivas y organolépticas y proporcionan proteínas a sus dietas. Dichos sucedáneos son elaborados por regla general con proteína de soja (tempeh) o gluten de trigo (seitan). El islam y el judaísmo imponen además que el sacrificio de ciertos animales sea acorde con normas rituales muy estrictas y sea llevado a cabo por un personal cualificado.
De similar forma, otras religiones adoptan el consumo de carne como un símbolo del acto sexual y por esta razón se somete a reglas de abstinencia, bien sea durante un periodo determinado (los viernes de abstinencia durante la Cuaresma cristiana y durante el Miércoles de Ceniza y el Viernes Santo) o para toda la vida. En algunos casos el consumo de carne es un tabú. Por el contrario, en otros se mezclan intencionadamente los conceptos de carne y sexo, como sucede con la cadena de restaurantes Hooters. Existen estudios que relacionan el consumo de carne con la visión intrínseca del varón (ya que refleja las actitudes de un cazador) frente a la visión más femenina (y vegetariana). Por otra parte, la carne ha venido significando «actividad» frente a la «inactividad» de los vegetales (tal y como lo indica el verbo: «vegetar»).
El significado de la carne ha sido, no obstante, en culturas antiguas, un Jacto de ofrecimiento divino». Así, en la Grecia clásica se realizaban ofrendas animales a los dioses como la hecatombe, un rito de sacrificio de casi cien bueyes.

### Consideraciones éticas
La ética de comer carne hace referencia a la pregunta sobre si es ético comer animales no humanos. Es uno de los temas más destacados en ética alimentaria.
El consumo de carne toma en cuenta consideraciones éticas rescatadas de otras corrientes de pensamiento; incluido el posthumanismo; que en su búsqueda de mitigar un conjunto de valores creados en torno a una perspectiva antropocéntrica, busca revolucionar las estructuras de poder del humano entre su misma especie, como con otras. En el caso del consumo de la carne, se replantea la posición de superioridad del humano con respecto a especies cuya carne es consumida y procesada de manera industrial. Dentro del posthumanismo, existe una transformación ética de una perspectiva antropocéntrica a una biocéntrica; donde no deja de tomar en cuenta el bienestar del ser humano, pero no poniéndolo en una posición de poder en comparación con otras especies animales. 
No obstante, si bien las corrientes posthumanistas de pensamiento son disruptivas con respecto a otros procesos humanos, hay subdivisiones éticas con respecto a cómo debería entenderse la reducción del consumo de carne:
Zoocentrismo (amplio o restringido según corresponda), 
Especismo, 
Biocentrismo y
Ecocentrismo
La objeción moral más común a comer carne es que, para la mayoría de las personas que viven en el mundo desarrollado, no es necesario para la supervivencia o la salud. Algunos argumentan que sacrificar animales únicamente porque las personas disfrutan del sabor de la carne es incorrecto y moralmente injustificable. Sin embargo, existen pensadores como Donna Hararway, la cual no ve al veganismo como una alternativa. En gran parte, porque ella considera que ese pensamiento es un discurso de falsa promesa. Según ella la relación que el ser humano tiene con los animales también incluye comerlos. La razón de esto es que la cultura es la forma en la que se crean estos lazos simbióticos. No obstante, hay pensadores como Dressler que se oponen a esta visión porque Haraway solo  se centra en la forma que interconectan los animales a través del trabajo, ya que lo ve desde una perspectiva marxista. Otra cosa en la cual se opone Dressler a la visión de Anne Hararway es que ella permite el sufrimiento animal y lo justifica diciendo que tienen que compartir el dolor para saber lo que significa. Por lo tanto, así como existen corrientes éticas defensoras del veganismo, existe un amplio debate con respecto a cómo debería ser la relación del humano con otras especies.
Los vegetarianos y veganos  también se pueden oponer a las prácticas que subyacen a la producción de carne, o citar sus preocupaciones sobre bienestar animal, derechos de los animales, ética ambiental y motivos religiosos.

## Efectos sobre la salud

### Nutrición
| Fuente           | kcal    | proteína | carbohidratos | grasa |
| ---------------- | ------- | -------- | ------------- | ----- |
| pescado          | 110-140 | 20-25 g  | 0 g           | 1-5 g |
| pechuga de pollo | 97      | 20 g     | 0 g           | 1 g   |
| cordero          | 250     | 23 g     | 0 g           | 14 g  |
| filete (vaca)    | 275     | 22.7 g   | 0 g           | 18 g  |
| T-bone           | 450     | 19 g     | 0 g           | 35 g  |

Se han realizado estudios acerca del impacto que existe entre el consumo de carne, las dosis mínimas que deben tenerse en cuenta, los tipos de carne más consumidos, el efecto que puede hacer en diversos grupos de la población: infantil, personas mayores, deportistas, etc. y existen algunas conclusiones contundentes, mientras que por otra parte existen polémicas que permanecen todavía en debate. Lo que nadie duda es que la carne posee un gran valor nutritivo, proporcionando macronutrientes como las proteínas y los ácidos grasos, y micronutrientes como minerales (hierro principalmente), vitaminas, etc. El contenido medio (en peso) de la carne oscila entre un 70 % de agua, un 20 % de proteína, un 7 % de grasa y 1 % de minerales, claro que las variaciones dependen del tipo de animal, de la raza y de su régimen alimentario.

#### Aporte dietético
Desde el punto de vista nutricional la carne es un gran aporte de proteínas (20 % de su peso) y aminoácidos esenciales, siendo además responsable de reactivar el metabolismo del cuerpo humano. Cien gramos de carne roja aportan 20.7 g de proteínas y la misma cantidad de carne blanca aporta 21.9 g de proteínas. La carne no tiene carbohidratos y NO contiene fibra. El contenido de grasas de la carne depende en gran medida de las especies de animales así como del corte elegido, la forma en que el animal haya sido cuidado durante la fase de crecimiento, los alimentos ofrecidos durante esa fase y los métodos de cocinado o empleados en su corte y despiece por la carnicería. Desde finales del siglo XX se ha desarrollado una importante investigación en el área de la «carne ligera» con bajo contenido graso, investigando las condiciones de cría y alimentación, para que incluyan menos contenido de grasa. Cabe pensar que la grasa en la carne tiene dos efectos, por un lado es un realzador de los sabores y por otro es un medio de transporte de las vitaminas liposolubles que existen en la carne (gran fuente de Colesterol). La carne posee poco contenido de hidratos de carbono (generalmente en forma de glucógeno), aunque se puede decir que su contenido es especialmente elevado en la carne de caballo. Desde el punto de vista nutricional la carne aporta otros compuestos nitrosos diferentes de las proteínas, tal y como puede ser la creatina. Muchas de las recomendaciones nacionales de salud aconsejan a las personas limitar el consumo de carne procesada y carne roja, que están vinculados a un mayor riesgo de muerte por enfermedades del corazón, diabetes, cáncer y otras enfermedades.
Desde el punto de vista de los micronutrientes la carne roja es una fuente importante de hierro (los demás minerales no suponen más de 1 % del peso de la carne) y suelen contener vitamina B12 (poco presente en los alimentos vegetales, pues la vitamina B12 es producida por microorganismos del suelo que viven en simbiosis con las raíces de las plantas) y vitamina A (si se consume el hígado). La cantidad de vitaminas en la carne se ve reducida en gran medida, y la reducción será mayor cuanto más tiempo se cocine, o cuanto mayor sea la temperatura. Algunos tipos de carne como la del cordero o la oveja son ricas en ácido fólico. Los aportes nutricionales de la carne dependerán en gran medida de la raza y de la alimentación a la que se le ha sometido durante su cría. Hay nutricionistas que aconsejan comer moderadamente carne, incluyendo en las raciones de los platos verduras variadas y fibra en lo que se denomina una dieta equilibrada. Se ha demostrado que el consumo de carne durante las comidas aumenta la absorción de hierro en alimentos vegetales. Este efecto de mejoramiento es conocido con el nombre de «factor de la carne».
Importante
La carne roja ha sido clasificada como Grupo2A (probablemente cancerígena para los seres humanos). En el caso de la carne roja, la clasificación se basa en evidencia limitada procedente de estudios epidemiológicos que muestran una asociación positiva entre el consumo de carne roja y el desarrollo de cáncer colorrectal, así como una fuerte evidencia mecanicista.
La carne procesada fue clasificada como Grupo1 (cancerígeno para los seres humanos). Esta categoría se utiliza cuando hay suficiente evidencia de carcinogenicidad en humanos. En otras palabras, hay pruebas convincentes de que la carne procesada causa cáncer. La evaluación se basa generalmente en estudios epidemiológicos que muestran el desarrollo de cáncer en humanos expuestos.

### Aparición de enfermedades
La grasa animal posee un contenido relativamente alto de grasas saturadas y colesterol, el consumo de ambos compuestos está relacionado con algunos problemas en la salud, incluyendo algunas cardiopatías y arteriosclerosis. Sobre la aparición e incidencia del cáncer de colon, existen estudios que relacionan el consumo con la aparición de este cáncer en la región del colon, fundamentado en el consumo de grasas y en especial de la carne. La incidencia de estas enfermedades ha ido cambiando los hábitos de consumo de algunos países, así por ejemplo en Estados Unidos un informe muestra como en el periodo entre 1970‑1974 y 1990‑1994 el consumo de carne de vaca descendió un 21 %, mientras que el consumo de carne de pollo ascendió un 90 %.

### Toxicidad

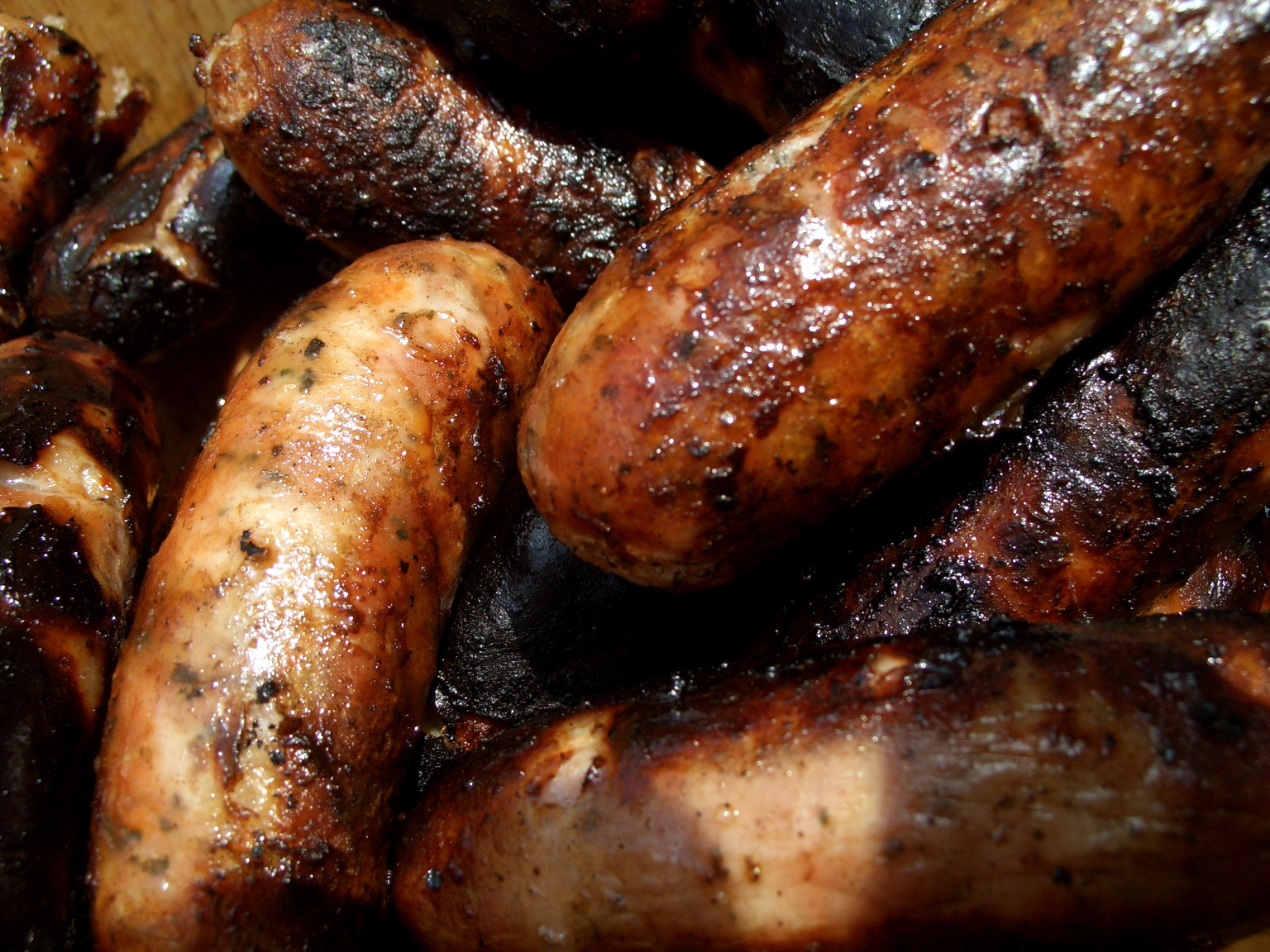
Cocinar la carne demasiado hace que tenga reacciones químicas con efectos tóxicos.

La demanda del consumo experimentada a finales del siglo XX hizo que se emplearan hormonas de crecimiento para aumentar la producción de carne de algunas especies (fundamentadas en la estimulación de la somatropina). No obstante puede decirse que no existen pruebas concluyentes acerca de la toxicidad de estas prácticas, aunque cabe pensar que los estudios realizados en Estados Unidos niegan la existencia de peligro para la salud, los estudios realizados en Europa indican lo contrario, de esta forma Autoridad Europea de Seguridad Alimentaria (European Food Safety Authority —EFSA—) afirmó lo contrario en 2002.
La aparición de enfermedades como la encefalitis espongiforme de Kreufeld-Jacob (denominado también el mal de las vacas locas) hizo que la imagen acerca del consumo de bovinos se empezara a cambiar a partir de la década de 1990. Muchos productos basados en carne cambiaron su composición para evitar bajos índices de venta, un ejemplo claro es el caso de los productos alimenticios basados en extractos de carne: el caso bovril es un ejemplo de producto modificado en su contenido (evitando carne de bovino) para mantener cuotas de mercado. Otros casos como el de la gripe aviar ocurridos en 1997 han afectado al consumo de carne procedente de ciertas aves, sobre todo en ciertas partes de Asia.
La carne de cerdo si es poco cocinadas (o a bajas temperaturas) pueden llegar a transmitir enfermedades basadas en parásitos como es la cisticercosis y la triquinosis. En algunas ocasiones, durante el proceso industrial la carne de pollo se llega a contaminar de la bacteria de Salmonella enterica. La carne picada puede contaminarse durante su manipulación con la bacteria de Escherichia coli O157:H7 (eliminadas a una temperatura de 69 °C). Desde 1985 en EE. UU. y posteriormente en el resto del mundo se ha irradiado la carne con el objeto de eliminar o disminuir poblaciones bacterianas (sobre todo la e. coli procedente de material fecal).
Por regla general la carne al ser cocinada genera una serie de compuestos químicos cancerígenos como pueden ser los hidratos de carbono aromáticos policíclicos (p. ej. benzopireno) que aparecen en los materiales orgánicos (incluida la grasa y la madera) cuando se calientan y están a punto de arder, de esta forma elaborando una parrillada sobre un pedazo de madera ardiendo con humo, se depositan este tipo de hidratos de carbono policíclicos en la superficie de la carne, la carne cocinada en fuego «sin humo» no posee este tipo de carbohidratos. Otro compuesto cancerígeno que aparece durante el cocinado son las aminas heterocíclicas que se forman a altas temperaturas con los compuestos aminoácidos de la carne (creatina y creatinina), este compuesto aparece en la carne expuesta con gran superficie a una fuente calorífica intensa, hay más concentración del mismo en la carne «muy hecha» y menos en la «casi cruda», se ha comprobado además que la marinada ácida previa al cocinado mediante calor radiante reduce la aparición de esta amina. Las nitrosaminas aparecen cuando los nitritos (empleados como conservantes disminuyendo la aparición del botulismo) reaccionan con los aminoácidos de la carne, la reacción ocurre en el estómago y en las sartenes muy calientes, esta nitrosamina se conoce como un agente dañino de ADN aunque se desconocen sus efectos sobre la aparición de cáncer, por esta razón se aconseja cocinar poco la carnes curada en salazón (jamón, pastrami, etc.).

## Preparación

### Carne y calor

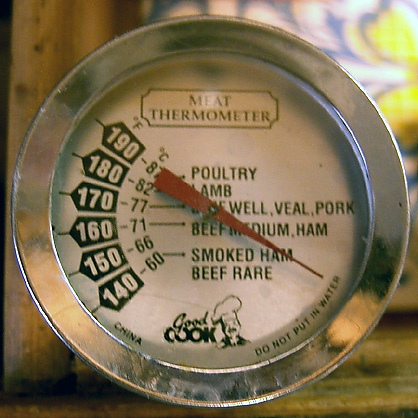
Un termómetro para la carne, un instrumento ideal cuando se quiere controlar el proceso.

La carne experimenta algunas reacciones químicas cuando es cocinada; estas reacciones modifican sus sabores y olores, dependiendo de la forma de cocinado estas cualidades se pueden realzar o mitigar. La carne cuando se cocina se expone a una fuente de calor que eleva su temperatura. Entre las reacciones más comunes está la coagulación de la proteína responsable de la contracción muscular, la miosina, que coagula a los 50 °C, lo que hace que la carne adquiera firmeza, al mismo tiempo liberan moléculas de agua y esta es la causante de los jugos iniciales que desprende la carne al ser cocinada. Al alcanzar la temperatura de 60 °C otras proteínas empiezan a coagular y la carne se va poniendo cada vez más firme, cuando se alcanza una temperatura en el intervalo de 60 °C y 65 °C la carne libera muchos jugos y encoge apreciablemente. Estos cambios se producen debido a la desnaturalización del colágeno en las células. La carne pierde la sexta parte de su volumen y las células se densifican. Por regla general la carne se suele servir a esta temperatura (corresponde a la medida de en su punto). Si se continúa con el cocinado la carne se va secando hasta que se llega a los 70 °C, temperatura en la que el colágeno se disuelve en gelatina y hace que la carne sea más tierna (esta temperatura se alcanza con las barbacoas). A una temperatura de 70 °C la gran mayoría de las bacterias se mueren, de esta forma se puede decir que es la forma más segura de servir este alimento.
La forma ideal de cocinar carne es aquella que minimiza las pérdidas de humedad durante el proceso, maximizando el proceso de desnaturalización del colágeno y su posterior disolución. Esto supone cocinar la carne rápido hasta la temperatura de 60 °C y alcanzado este punto posteriormente lentamente hasta los 70 °C. Algunos cocineros consiguen esta precisión mediante observación y control de los mandos del fuego. Otros emplean diversos termómetros. No obstante, no hay forma ideal de cocinar cualquier carne, el método debe ser convenientemente adaptado al tipo de carne de que se trate y su corte. Cocinar carne controlando la temperatura es difícil debido a que la «hechura» no se homogeneiza por igual a lo largo de toda la tajada, por regla general la superficie está a mucha temperatura mientras que el interior está crudo. Existen muchos métodos para preparar carne controlando la temperatura en todo el volumen de la carne, los más empleados se realizan en dos etapas (rápido-lento) controlando que el interior quede hecho, a veces se rodea la carne de otro alimento en forma de tiras (lardeado).
Muchos cocineros mencionan que la habilidad de cocinar carne de forma apropiada consiste en saber cuándo se ha de parar su cocinado. Existen numerosas formas aproximadas en función del grosor de la tajada, minutos de cocinado en función del peso, etc. Pero la forma exacta depende del contenido graso: la grasa es peor conductora del calor que las fibras musculosas, y estas peores que los huesos. Depende de la superficie de carne expuesta y de cómo es tratada. De tal forma que se puede decir que no hay fórmula única que determine el acabado de la carne, quedando en la experiencia del cocinero.

### Preparaciones

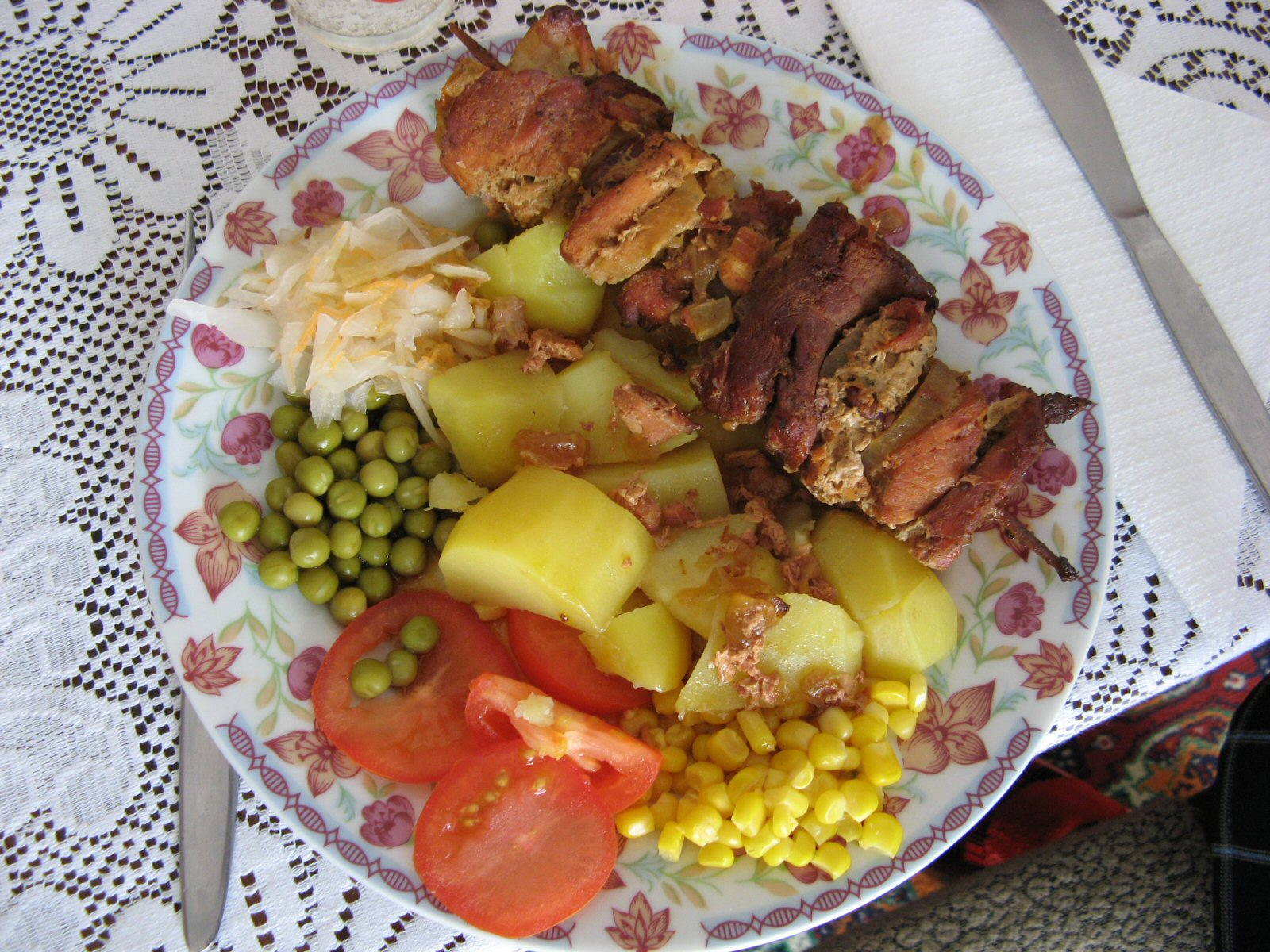
Pincho de cerdo acompañado de diversas verduras.

En la mayoría de las culturas la carne es cocida antes de ser consumida, aunque existen platos populares que incluyen la carne cruda como por ejemplo steak tartar y el carpaccio. La carne ofrece diversos aspectos dependiendo del corte y en algunas ocasiones estos cortes no solo dependen del tipo de animal sino de la cultura culinaria de un país. Se aconseja comer la carne mediante diversas preparaciones de calor: asado, a la parrilla, barbacoa, estofado, etc. Para el cocinado de la carne es aconsejable alcanzar la temperatura de 70 °C en el punto más interior de la masa como mínimo durante un periodo de dos minutos antes de ser servido. Los filetes de ternera poco hechos han provocado numerosos brotes de salmonelosis e infecciones por contaminación de clostridium perfringens y E. Coli, estas operaciones de contaminación se evitan con una correcta manipulación y cocinado. Las tajadas preparadas a la brasa o en barbacoa poseen una graduación (denominada «hechura») que depende de los gustos del comensal: cada hechura posee una temperatura propia. La carne de aves está por regla general muy expuesta a contaminación, y esto se debe a que en su superficie así como en la cavidad abdominal de las mismas pueden existir colonias de bacterias.
Entre las formas más habituales de cocinado se encuentran la carne asada, que puede hacerse de una pieza en barbacoa o en pedazos como pueden ser los Köfte o los kebab, se pueden hacer preparaciones como las albóndigas, los mititei rumanos, los interiores de las empanadas o las hamburguesas. Pueden participar en salsas como los ragù de la cocina napolitana, los gravy ingleses, algunos de los currys indios, los sancochos latinoamericanos o los dolmades de la cocina turca. Sus preparaciones suelen ser típicas en formas de aspics, embutidos (salchichas, salame, etc.), salazones (jamón, Cecina, pastrami, ahumados, Skerpikjøt, etc.), marinados, patés (pasteles de carne), etc. En algunas ocasiones se presenta enlatada como el spam o el corned beef. Algunas preparaciones son exóticas como el curanto chileno, el chili con carne (legumbres con carne) o el fricasee.

## Conservación y almacenamiento
La carne es un producto muy perecedero e inestable y deben ser almacenadas en ambientes refrigerados (lo ideal es que estén entre los −1 °C y los 2 °C), la carne envasada en embalajes al vacío refrigerada debe permanecer almacenada en su interior hasta minutos antes de su cocinado, si se rompe el envoltorio su vida media se reduce a unos días. No hay que envolver la carne con bolsas de plástico ya que aumenta la posibilidad de crecimiento bacteriano, por lo que no debe ser envuelta bajo ningún criterio hasta que no se comercialice y llegue al consumidor final. La carne debe estar separada y fuera de contacto con otros alimentos para evitar contaminaciones cruzadas. La carne picada debe ser comida a las pocas horas de haber sido procesada, su estado la hace fácilmente oxidable poseyendo además mucha superficie para ser atacada por microorganismos. La carne picada envasada al vacío resiste unos días más.
Algunos de los efectos organolépticos cuando la carne está fuera de su periodo de consumo son los olores y sabores rancios procedentes de las primeras reacciones químicas debidas a la oxidación de los ácidos grasos (en combinación con la luz). Esta oxidación no es venenosa pero hace que la carne no sea apetecible para el consumidor ya que modifica el color y el olor de la misma. Las grasas no saturadas son las primeras en ponerse rancias, es por esta razón por la que la carne con un contenido mayor en este tipo de grasas se debe comercializar antes. Se debe poner asimismo en el refrigerador en la zona más oscura y fría posible.
Para el congelado de carne se aconseja que se realice lo «más rápido posible», el congelado lento hace crecer cristales de hielo en las fibras musculares haciendo que se rompa la estructura de la pieza y se modifiquen las propiedades de ternura y textura que poseían anteriormente. La temperatura ideal para el congelado de carne es −45 °C, la duración de la carne bajo estas condiciones depende de la especie, pero como regla general la carne bien congelada puede durar unos seis meses antes de ser preparada.

### Conservación por deshidratación
La técnica de secar la carne cruda utilizando el sol como deshidratante es una técnica y costumbre primitiva usada por muchas culturas, en diferentes épocas y partes del mundo. Se trata simplemente de un método primitivo que consiste en dejar secar la carne de los animales domesticados o de varias especies a través de la deshidratación; existe evidencia arqueológica de que el Hombre de Neandertal secaba en cuevas la carne de mamut.
Este proceso que puede durar días, semanas, meses e incluso años, solo es posible en lugares con clima de estación seca y fresca, dando como resultado un alimento básico con alto valor nutricional.
El método consiste en ir cambiando la carne de posición para facilitar la evaporación, inclusive en ciertas ocasiones puede llegar a realizarse pequeñas perforaciones con el fin de agilizar el secado/madurado o para una mejor penetración cuando se utiliza sal.
La pérdida de volumen y de peso puede ascender de 40 % a 50 % e incluso más; por ello, estos beneficios han hecho que este sea uno de los principales alimentos de elección para viajeros, exploradores, pueblos cazadores, agricultores de montaña, pastores y nómades, inclusive como fuente de alimento para los ejércitos (el famoso kuivaliha de los soldados finlandeses o shit on a shingle de los soldados estadounidenses, ambos productos utilizados durante la Segunda Guerra Mundial).

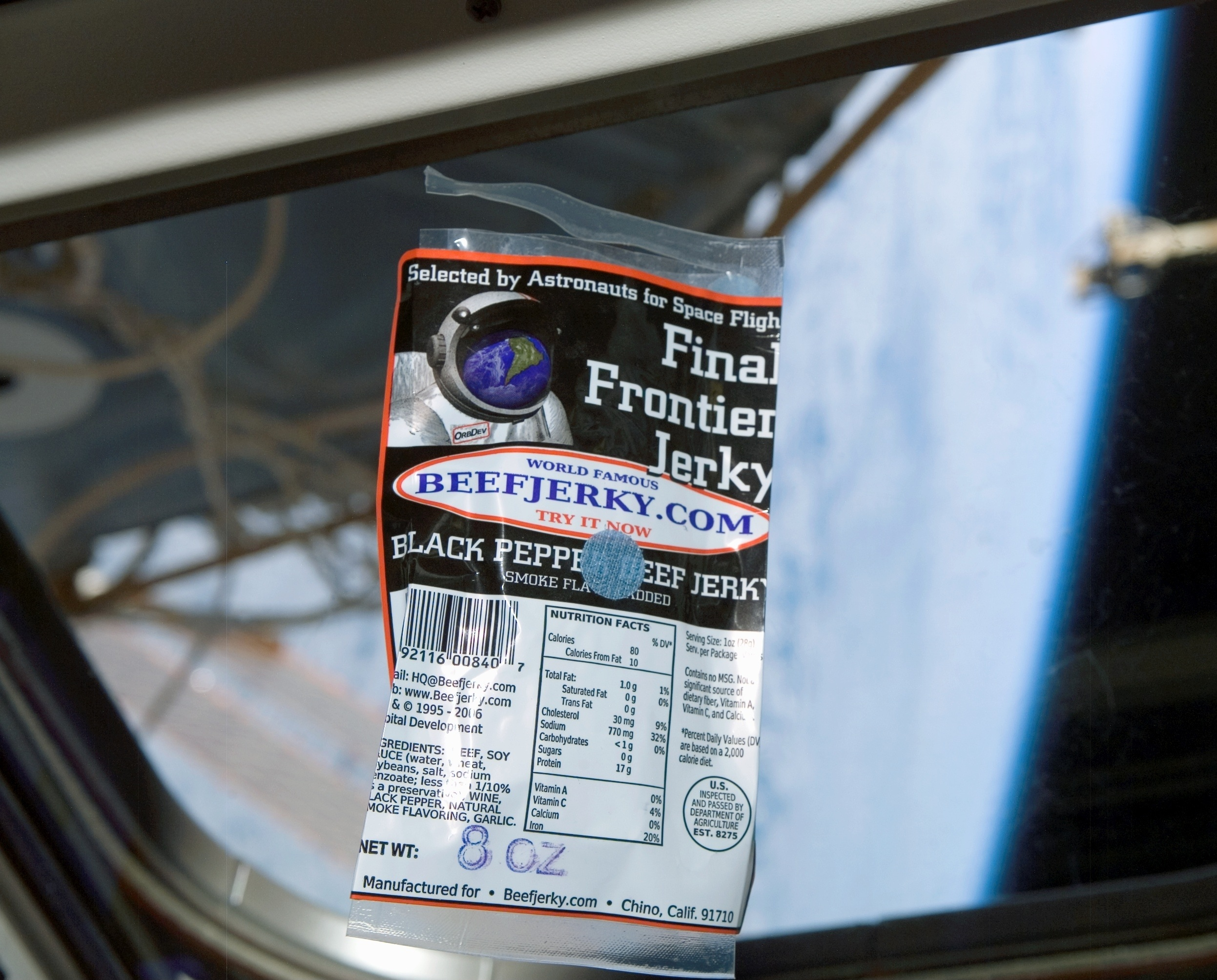
Desde 1996, la carne deshidratada ha sido elegida varias veces por astronautas como comida espacial gracias a su bajo peso y su alto valor nutricional (baja en grasas y alta en proteínas).

El método del «secado al sol», «secado al aire» o «secado al viento» es el más primitivo; en regiones de América del Sur y en función de la gran disponibilidad de la sal se dio el salado siendo esta técnica mucho más eficiente; posteriormente y más evolucionado devino el ahumado en frío, inclusive el agregado de hierbas aromáticas, especias y/o condimentos como pimienta, ajíes molidos, nuez moscada, etc. incrementando y mejorando el sabor de la carne deshidratada.
Fue la necesidad de conservar la carne por largos períodos de tiempo debido a la falta de tecnología y herramientas de refrigeración necesarias. Inicialmente, fue producido en forma individual o artesanal, posteriormente la producción fue desarrollada por carniceros para llegar finalmente a la industria.
Sin necesidad de un lavado previo, muchas veces deshuesada y sin grasa, fileteada, deshebrada en trozos o simplemente en un solo cuerpo, una vez disecada podía transportarse fácilmente o almacenarse por largos períodos de tiempo.
Con el transcurso de los siglos, estos productos resultaron ser ingredientes importantes en la gastronomía de muchas regiones del mundo donde todavía se las consume. Con el curado se mejoraron las técnicas surgiendo así los jamones, chacinados, embutidos y la industrialización de la producción en ambientes controlados de luz, temperatura y humedad a través de saladeros con técnicas como la liofilización.
La técnica del «salado» puede realizarse «por salmuera» (que es el más común para el pescado) y «en seco» (que se utiliza más comúnmente para la carne). La diferencia reside básicamente en la técnica de preparación aunque se obtiene prácticamente el mismo resultado: carne seca o deshidratada.

### Tipos conocidos
- Bacalao en salazón
- Bakkwa
- Biltong
- Bindenfleisch
- Bògoǫ
- Borts
- Bresaola
- Carne de sol
- Cecina
- Chalona
- Charqui
- Chipped beef
- Elenski but
- Guedid
- Jamón ibérico
- Jamón
- Jerky
- Khlea
- Kuivaliha
- Lacón
- Lahndi
- Nagelhout
- Paleta
- Panceta o Bacón
- Pancetta
- Pastırma
- Prosciutto
- Skerpikjøt
- Speck
- Suho meso
- Sukuti
- Tapa
- Tasajo

## Consumo mundial
La cantidad de carne consumida en cada país depende en gran medida de las condiciones sociales, económicas y políticas, creencias religiosas, influencia geográfica, educación medioambiental etc. El consumo de carne en el mundo va creciendo a medida que va creciendo la población mundial, consumiéndose cada vez más cantidad por cabeza a nivel mundial. Este efecto, por ejemplo, se puede ver al examinar la composición de las recetas del siglo XIX donde la carne se empleaba en «pequeñas cantidades» para dar sabor a los platos, con la excepción de las recetas de la alta sociedad. Sin embargo, en países desarrollados como Alemania y Suecia el consumo de carne por cápita anual ha disminuido en los últimos años. Esta disminución esta asociada a una mayor consciencia de los efectos negativos de la carne en cuanto al medio ambiente, salud y condiciones en la que los animales se encuentran.
El consumo mundial de carne en 2004 se distribuye de la siguiente forma: el cerdo alcanzó el 38 %, el consumo de aves el 30 % y el de ternera un 25 %, siendo el de óvidos aproximadamente un 7 %. Este consumo hace que se considerara que una persona que vive en un país desarrollado consumiese cerca de treinta kilos de carne por año.
| Posición | País           | Producción (en Tsd. t) | Posición | País         | Producción (en Tsd. t) |
| -------- | -------------- | ---------------------- | -------- | ------------ | ---------------------- |
| 1        | China          | 72 640                 | 13       | Australia    | 3751                   |
| 2        | Estados Unidos | 38 852                 | 14       | Polonia      | 3266                   |
| 3        | Brasil         | 19 919                 | 15       | Reino Unido  | 3212                   |
| 4        | Alemania       | 6758                   | 16       | Japón        | 3006                   |
| 5        | Francia        | 6319                   | 17       | Filipinas    | 2405                   |
| 6        | India          | 6032                   | 18       | Vietnam      | 2375                   |
| 7        | España         | 5726                   | 19       | Países Bajos | 2278                   |
| 8        | Rusia          | 5138                   | 20       | Indonesia    | 2132                   |
| 9        | México         | 5058                   | 21       | Dinamarca    | 2121                   |
| 10       | Canadá         | 4533                   | 22       | Pakistán     | 1985                   |
| 11       | Italia         | 4153                   | 23       | Sudáfrica    | 1853                   |
| 12       | Argentina      | 3951                   | 24       | Tailandia    | 1774                   |

Fuente: Handelsblatt — Die Welt in Zahlen (2005)

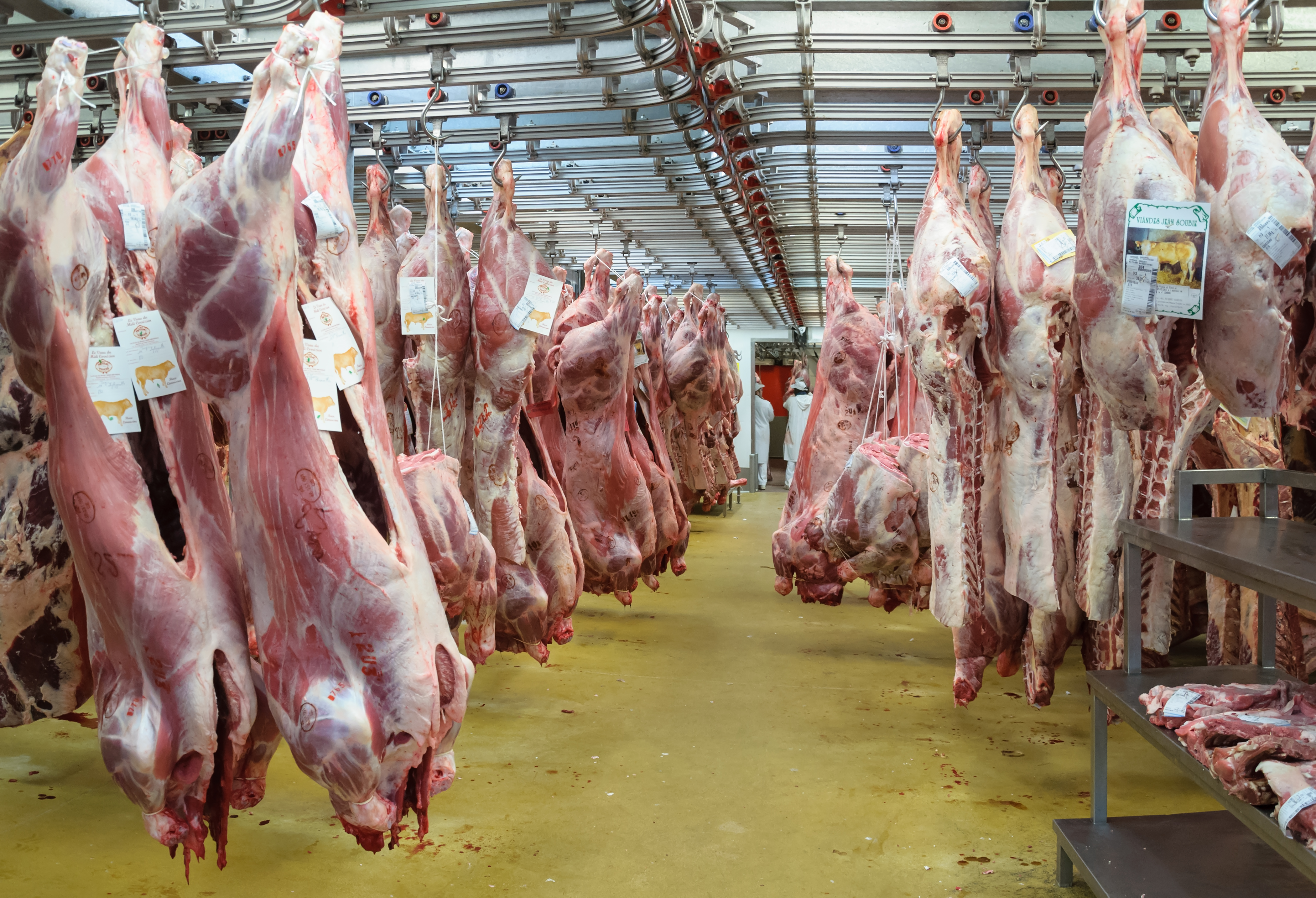
Carne en venta en el mercado internacional de Rungis, Francia.

La ingesta de carne suele ser elevada en los países productores y es mayor el de animales de pasto que el de aves de corral. Cada año crece la población mundial a un ritmo de 73 millones de personas y se prevé que la demanda de carne se doble en el periodo que va desde 1995 a 2020. La forma de satisfacer la demanda mundial es que los agricultores produzcan un 40 % más grano en el 2020. El incremento de área de cultivo se espera que crezca tan solo un quinta parte más entre 1995 y 2020, se espera que el incremento en la demanda sea mayor en los países en vías de desarrollo. En los países desarrollados durante la década de 1990 la demanda de carne creció casi tres veces más que en los países en vías de desarrollo. Se estima que el crecimiento de la demanda será mayor en el Este de Asia, seguido de Latinoamérica.
Los habitantes de los países desarrollados consumen de media una tercera parte de la producción de carne y una tercera parte de la producción de la leche y de sus derivados, pero esta situación está cambiando rápidamente. La cantidad de carne consumida en los países en vías de desarrollo ha crecido a finales del siglo XX tres veces con respecto al consumo en los países desarrollados. Se prepara la denominada revolución de la ganadería en la que la producción se gobierna por la demanda. Según las previsiones, en el año 2020 la repartición del consumo de carne mundial en los países en vías de desarrollo se expandirá del 52 % al 63 %. Las previsiones para el año 2020 hacen pensar que los países en vías de desarrollo consumirán 107 millones de toneladas métricas (mtm) más de carne y 177 mmt más de leche de los que se consumió en el periodo 1996/1998, lo que obligará a los países desarrollados a producir un incremento de 19 mtm de carne y 32 mtm de leche. El incremento de la masa ganadera requerirá un incremento en la producción de cereales de cerca de 300 mtn en el año 2020. Los países esperan que exista un cambio en la dieta mundial de tal forma que sea posible frenar esta terrible demanda, máxime cuando la estabilidad de los precios de los cereales pueda comprometer este crecimiento.

## Tendencias futuras

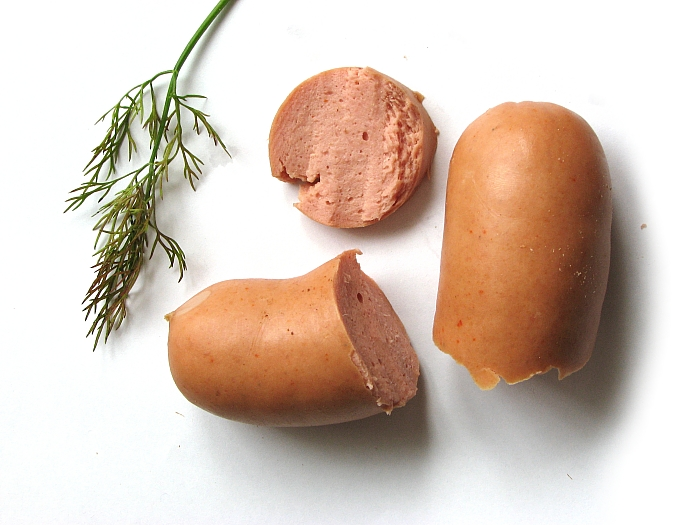
Una Kielbasa, salchicha de origen polaco, decorada con una ramita de eneldo.

Desde un punto de vista nutricional, la carne no es la única fuente de proteínas (uno de los tres macronutrientes de la dieta humana que existen). Las controversias nutricionales existentes sobre la posible capacidad o incapacidad de construir una dieta sana basada en carne hace que se planteen otras posibilidades de futuro.
Una de ellas es la substitución parcial o total de proteína animal por proteína vegetal. Alimentos como las legumbres y los cereales son alimentos vegetales con abundantes cantidades de proteína. La popularización de las «carnes vegetales» a base de proteína de legumbre o seitan (gluten) han introducido una nueva forma de sustituir la proteína cárnica por otra más sostenible con el medio ambiente. Otra opción es la cultivación de carne a través de crecimiento molecular. Finalmente otra posibilidad es la adecuación hacia la entomofagia (ingesta de insectos), o perseguir la conversión progresiva de la carne en un alimento funcional que posea reducidos niveles de grasa y colesterol.
La comunidad científica ha iniciado varias líneas de investigación destinadas a atenuar algunos efectos nocivos de la carne. Por ejemplo, se está investigando cómo reemplazar casi el 100 % de la grasa de la carne por grasas vegetales más sanas (concretamente aceite de oliva); añadir soja como fuente de aminoácidos más digestibles; el uso de extractos naturales procedentes de las hojas de té verde para reducir la oxidación lípida, causante del olor a rancio; el control del sodio para evitar daños en los hipertensos (la carne es relativamente baja en contenido de NaCl, pero sus derivados no tanto); la adición de ácidos grasos omega‑3 —ya existen estudios de salchichón elaborado con estos ácidos grasos—; la adición de fibra, etc.
Otras investigaciones se dirigen a la elaboración y comercialización de la carne in vitro, sin la intervención animal directa, gracias al cultivo de tejidos en ambientes controlados. Existen patentes sobre su cultivo en Europa desde 1999, empleadas principalmente en la producción de salchichas. Otros estudios se han centrado en lograr el crecimiento de carne de pescado (principalmente de Carassius auratus), llegando a porcentajes de crecimiento del 20 % como máximo. No obstante el avance de este proceso necesita de la resolución de algunos problemas técnicos como el soporte necesario para generar grandes cantidades, la vascularización, etc. La investigación dentro de esta área está relacionada con la denominada técnica de biorreactor. La carne in vitro posee la ventaja de ofrecer al consumidor una carne con los ingredientes «controlados» (es decir, controlando el contenido de proteínas y ácidos grasos, así como el de vitaminas y sales minerales), control sobre las enfermedades, la eficiencia, minimizar el uso de animales, etc. Queda la incógnita acerca de la aceptación final del consumidor.

## En el arte

### Literatura
- En el cuento del escritor argentino Esteban Echeverría El matadero, ambientado en la época del gobernador Juan Manuel de Rosas, se plantea el ambiente del matadero como una metáfora de aquel período de la historia argentina, donde los que ejercían el poder asesinaban a los que no comulgaban con sus políticas.
- La novela La jungla (The Jungle), del autor Upton Sinclair (Sinclair, Upton (1906). The Jungle. Wm. Heinemann.), describe un mundo donde la industria cárnica tendría una relevancia muy importante en la economía de los países desarrollados.
- La novela Fast Food Nation: The Dark Side of the All-American Meal (2000) se trata de una investigación periodística realizada por Eric Schlosser sobre el tema del fast food en EE. UU. relativa al consumo de carne en hamburguesas. Posteriormente en 2006, se hizo una película titulada Fast Food Nation cuyo guion estaba basada en la novela homónima.
- En el cuento ¡Adiós, Cordera! de Leopoldo Alas (Clarín), la vaca de un minifundio asturiano es utilizada como metáfora del destino del niño que, ya mozo, es enviado a la guerra.

Allá iba, como la otra, como la vaca abuela. Se lo llevaba el mundo. Carne de vaca para los glotones, para los indianos: carne de su alma, carne de cañón para las locuras del mundo, para las ambiciones ajenas.

- El cuento de Jack London Por un bistec reproduce el tópico por el cual el consumo de carne aumenta la fuerza, en este caso de un boxeador obsesionado por la imposibilidad de conseguirlo.
- En la novela El árbol de la ciencia, de Pío Baroja (1911), el personaje principal es un médico que se atormenta con la idea de que una dieta carnívora le aleja de la serenidad de espíritu (ataraxia).
- La novela social Huasipungo, de Jorge Icaza Coronel (1934), narra el recurso desesperado al consumo de carne en mal estado por parte de una familia hambrienta en Ecuador.
- Animal Farm (Granja Animal, traducida como Rebelión en la granja) es una novela de George Orwell (1945) en que los animales maltratados por el granjero se sublevan, organizándose en una utopía que parodia a la Unión Soviética (el autor tiene una postura política cercana al trotskismo). El consumo de carne es uno de los asuntos tratados.
- Se han escrito y dirigido varias películas sobre el incidente del Vuelo Fuerza Aérea Uruguaya 571 (de 2006: Milagro en los Andes, 72 días en las montañas y mi largo viaje a casa, y de 1974: Alive: The Story of the Andes Survivors, que fue relanzada en 1993 y 2005) en el que hubo una situación forzada de antropofagia (no confundir con canibalismo) ante la idea de supervivencia. La película se rodó en 1993 bajo el título Viven: el milagro de Los Andes (en inglés titulada Alive: The Miracle of the Andes).

### Filmografía
- Carne, Gaspar Noé, 1991 (relacionada con la libido, ambientada de 1960 en adelante).
- La marrana, José Luis Cuerda, 1992 (ambientada a finales del siglo XV).
- La vaquilla, Luis García Berlanga, 1985 (ambientada en la guerra civil española).
- Fast Food Nation, Richard Linklater, 2006, (ambientada en la industria cárnica orientada a la elaboración de hamburguesas).
- Delicatessen, Jean-Pierre Jeunet y Marc Caro, 1991, (ambientada en una época atemporal en la que hay carestía de alimentos, la carne ocupa una línea argumental).
- Earthlings, Tom Regan, 2010, (documental ambientado en el proceso actual de obtención de diversos productos cárnicos).